# Karl der Große

Sogenannte Reiterstatuette Karls des Großen (9. Jahrhundert), heute im Louvre, eine herrschaftliche Inszenierung in Anlehnung an die Reiterstatuen antiker römischer Kaiser. Die bronzene Reiterstatue galt lange Zeit als authentische Darstellung Karls des Großen. Die neuere Forschung datiert die Statue ins dritte Viertel des 9. Jahrhunderts und es handelt sich wohl eher um eine Darstellung Karls des Kahlen.

Karl der Große (lateinisch Carolus Magnus oder Karolus Magnus, französisch und englisch Charlemagne; * wahrscheinlich 2. April 747 oder 748; † 28. Januar 814 in Aachen) war von 768 bis 814 König des Fränkischen Reichs (bis 771 gemeinsam mit seinem Bruder Karlmann). Er erlangte am 25. Dezember 800 als erster westeuropäischer Herrscher seit der Antike die Kaiserwürde, die mit ihm erneuert wurde. Der Enkel des Hausmeiers Karl Martell war der bedeutendste Herrscher aus dem Geschlecht der Karolinger. Das Frankenreich gelangte unter ihm zu seiner größten Ausdehnung und Machtentfaltung.
Karl gelang es, seine Macht im Frankenreich zu sichern und es in einer Reihe von Feldzügen nach außen erheblich zu erweitern. Besonders verlustreich und erbittert geführt waren die mit Unterbrechungen von 772 bis 804 andauernden Sachsenkriege. Deren Ziel war die Unterwerfung und erzwungene Christianisierung der Sachsen. Karl griff auch in Italien ein und eroberte 774 das Langobardenreich. Ein gegen die Mauren in Nordspanien gerichteter Feldzug im Jahr 778 scheiterte dagegen. Im Osten seines Reiches beendete er 788 die Selbstständigkeit des Stammesherzogtums Baiern und eroberte in den 790er Jahren das Restreich der Awaren. Die Grenzen im Osten gegen die Dänen und Slawenstämme sowie im Südwesten gegen die Mauren wurden durch die Einrichtung von Marken gesichert. Das Frankenreich stieg zur neuen Großmacht neben Byzanz und dem Abbasidenkalifat auf. Es umfasste den Kernteil der frühmittelalterlichen lateinischen Christenheit und war das bis dahin bedeutendste staatliche Gebilde im Westen seit dem Fall Westroms.
Karl sorgte für eine effektive Verwaltung und bemühte sich um eine umfassende Bildungsreform, die eine kulturelle Neubelebung des Frankenreichs zur Folge hatte. Politischer Höhepunkt seines Lebens war die Kaiserkrönung durch Papst Leo III. zu Weihnachten des Jahres 800 in Rom. Sie schuf die Grundlage für das westliche mittelalterliche Kaisertum. Sowohl in der Reihe der römisch-deutschen Kaiser als auch der französischen Könige wird er als Karl I. gezählt. Seine Hauptresidenz Aachen blieb bis ins 16. Jahrhundert Krönungsort der römisch-deutschen Könige.
1165 wurde er von Gegenpapst Paschalis III. heiliggesprochen; der Gedenktag in der katholischen und evangelischen Kirche ist der 28. Januar. Karl gilt als einer der bedeutendsten mittelalterlichen Herrscher und als einer der wichtigsten Herrscher im europäischen Geschichtsbewusstsein; bereits zu Lebzeiten wurde er Pater Europae („Vater Europas“) genannt. In Belletristik und Kunst wurde sein Leben wiederholt thematisiert, wobei das jeweils zeitgenössische Geschichtsbild den Ausgangspunkt bildete.

## Leben

### Kindheit und Jugend
Karl stammte aus der heute als Karolinger bezeichneten Familie, die erst seit 751 die fränkische Königswürde innehatte, aber bereits in den Jahrzehnten zuvor die bestimmende Macht am Königshof war. Ihr Aufstieg begann im 7. Jahrhundert und resultierte aus der zunehmenden Schwäche des Königtums der Merowinger, wobei die wahre Macht zunehmend in die Hände der Hausmeier überging. Diese waren ursprünglich nur Verwalter des Königshofes gewesen, gewannen aber im Laufe der Zeit immer mehr Einfluss. Eine wichtige Rolle spielten bereits im 7. Jahrhundert die Arnulfinger und Pippiniden, die Vorfahren der späteren Karolinger. Ihre Machtbasis lag im östlichen Reichsteil Austrasien. Seit der Zeit Pippins des Mittleren und von dessen Sohn Karl Martell bestimmten sie endgültig die fränkische Reichspolitik. Auf Karl Martell geht auch die spätere Bezeichnung der Familie als „Karolinger“ zurück.

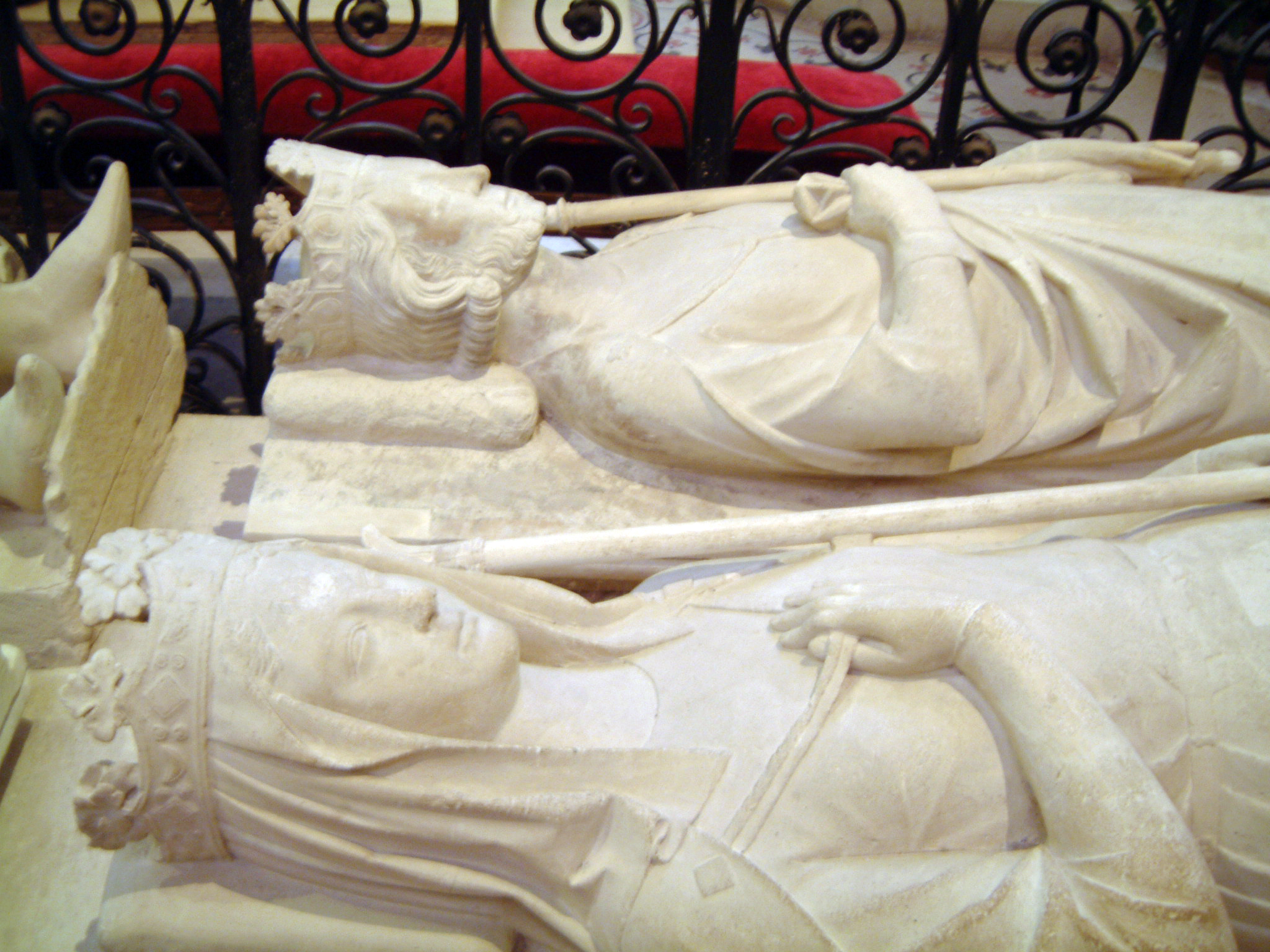
Grabmal Pippins des Jüngeren und seiner Ehefrau Bertrada in der Kathedrale von Saint-Denis

Karl der Große war der älteste Sohn Pippins des Jüngeren, des fränkischen Hausmeiers und (seit 751) Königs, und dessen Frau Bertrada. Als Tag seiner Geburt steht der 2. April fest, der in einem aus dem 9. Jahrhundert stammenden Kalender des Klosters Lorsch festgehalten wurde. Das Geburtsjahr hingegen ist in der Forschung lange umstritten gewesen. Inzwischen wird aufgrund einer genaueren Quellenauswertung für das Jahr 747 bzw. 748 plädiert. Der Geburtsort ist hingegen völlig unbekannt, alle Bestimmungsversuche sind spekulativ.
751 kam Karls Bruder Karlmann zur Welt, 757 folgte seine Schwester Gisela († 810), die 788 Äbtissin von Chelles wurde. Auffallend sind die Namen, die Pippin seinen Söhnen gab. Wenngleich sie auf die Namen von Pippins Vater (Karl) und Bruder (Karlmann) zurückzuführen sind, standen sie ansonsten isoliert in der Namensgebung der Arnulfinger-Pippiniden. Sie waren auch nicht an der merowingischen Namensgebung orientiert wie die Namen späterer karolingischer Könige (Chlotar wurde zu Lothar, Chlodwig zu Ludwig). Vermutlich wollte Pippin so das neue Selbstbewusstsein seines Hauses illustrieren.
Die von Karls Vertrautem Einhard verfasste Biographie – heute oft als Vita Karoli Magni bezeichnet – stellt neben den sogenannten Annales regni Francorum (Reichsannalen) die Hauptquelle für Karls Leben dar, doch übergeht sie die Kindheit, über die fast nichts bekannt ist. Die moderne Forschung kann ebenfalls nur wenige konkrete Aussagen über die faktisch „unbekannte Kindheit“ Karls machen.
Zu Beginn des Jahres 754 überquerte Papst Stephan II. die Alpen und begab sich ins Frankenreich. Grund für diese Reise waren die zunehmenden Übergriffe des Langobardenkönigs Aistulf, der 751 das Exarchat von Ravenna erobert hatte. Formal unterstand dieser Raum der Herrschaftsgewalt des byzantinischen Kaisers, doch Konstantin V., der militärisch erfolgreich an der byzantinischen Ostgrenze gegen die Araber kämpfte und dort gebunden war, verzichtete zu dieser Zeit auf ein Eingreifen im Westen. Daraufhin wandte sich Stephan an den mächtigsten westlichen Herrscher und versuchte Pippin zu einem Eingreifen zu überreden.
Die Anwesenheit des Papstes nördlich der Alpen erregte Aufsehen, denn es war das erste Mal, dass sich ein Bischof von Rom ins Frankenreich begab. Beim Treffen in der Pfalz von Ponthion trat der Papst als Hilfesuchender auf. Pippin ging mit ihm ein Freundschaftsbündnis (amicitia) ein und sagte ihm Unterstützung gegen die Langobarden zu. Von dem Bündnis profitierte auch Pippin, der erst seit 751 die fränkische Königswürde bekleidete, nachdem er den machtlosen letzten Merowingerkönig Childerich III. entthront hatte. Das Bündnis mit dem Papst half Pippin bei der Legitimierung seines Königtums, gleichzeitig wurden die Frankenkönige zu den neuen Schutzherren des Papstes in Rom, was für die weitere Entwicklung weitreichende Folgen hatte. Bei einem weiteren Treffen mit dem Papst zu Ostern 754 in Quierzy konnte Pippin das fränkische Eingreifen in Italien verkünden und garantierte dem Papst mehrere (auch ehemalige byzantinische) Territorien in Mittelitalien, die sogenannte Pippinische Schenkung, welche die Grundlage für den späteren Kirchenstaat bildete. Eine konkrete päpstliche Gegenleistung folgte bereits kurz darauf, denn noch im Jahr 754 wurden Pippin sowie seine beiden Söhne von Stephan II. in Saint-Denis zu Königen der Franken gesalbt, womit das neue karolingische Königtum zusätzlich einen sakralen Charakter erhielt. Alle drei erhielten zudem vom Papst den hohen römischen Ehrentitel Patricius. Kurz darauf intervenierte Pippin erfolgreich in Italien zugunsten des Papstes, was allerdings auf den Widerstand der Byzantiner traf, da sie dies als Eingreifen in ihren Herrschaftsraum betrachteten.
In den Quellen finden sich noch weitere vereinzelte Hinweise auf Karls Jugend. Neben Erwähnungen in Fürbitten für die Familie im Namen Pippins wird Karl in den Urkunden seines Vaters zweimal namentlich genannt, wobei es um seine amtliche Handlungsfähigkeit geht. 763 scheint Pippin seinen Söhnen zudem mehrere Grafschaften übertragen zu haben.
Des Weiteren sind zumindest einige allgemeine Rückschlüsse auf Karls Jugend und Erziehung möglich. Es ist davon auszugehen, dass bei seiner Erziehung nicht nur auf die übliche fränkische Kriegerausbildung, die für einen König als Heerführer essentiell war, sondern auch auf eine gewisse Bildung Wert gelegt wurde. Ob ihm damals das volle Programm der septem artes liberales, der sieben freien Künste, vermittelt wurde, um dessen Wiederherstellung er sich später im Rahmen seiner Bildungsreform bemühte, ist unklar und wird in der Forschung unterschiedlich eingeschätzt. Karl sprach von Hause aus sehr wahrscheinlich Fränkisch, wobei Einhard nur unbestimmt von Karls Muttersprache (patrius sermo, wörtlich „Vatersprache“) schreibt, er erhielt jedoch sicher Lateinunterricht. Bereits in der Merowingerzeit war eine gewisse Bildung für hochstehende Adelige keineswegs ungewöhnlich. Obwohl das Bildungsniveau im 8. Jahrhundert gesunken war, war Latein am Hof, in der Verwaltung und im Gottesdienst allgegenwärtig. Anders als manch einer der späteren ostfränkischen bzw. römisch-deutschen Könige hat Karl das Lateinische offenbar auch verstanden. Einhard zufolge sprach er es wie seine Muttersprache, was eine Übertreibung sein mag. Er dürfte zudem über Lesekenntnisse des Lateinischen verfügt haben. Karl war jedenfalls ein für damalige Verhältnisse recht gebildeter Herrscher und sein Leben lang an Bildung interessiert.

### Herrschaftsantritt

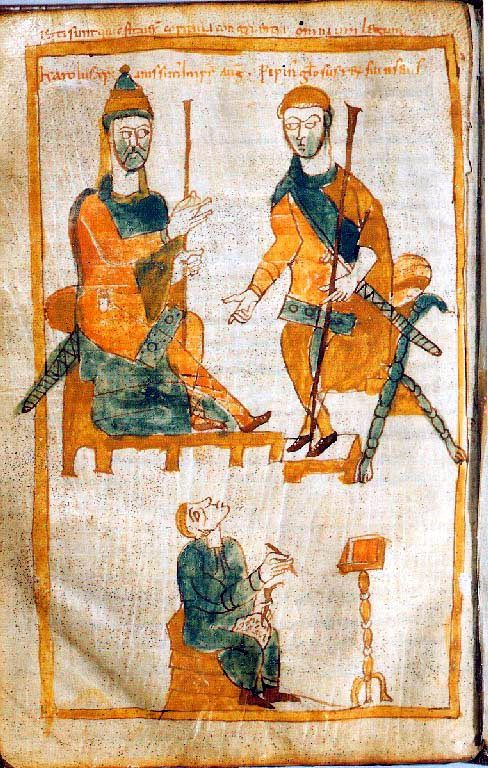
Karl der Große (links) und sein Sohn Pippin von Italien, darunter ein Schreiber; Miniatur des 10. Jahrhunderts aus einer Kopie des für Graf Eberhard von Friaul von Lupus Servatus verfassten liber legum (Codex Modena, Biblioteca Capitolare, O. I. 2, f. 154v)

König Pippin verbrachte die letzten Jahre seiner Regierungszeit damit, die Randgebiete des Frankenreichs zu sichern. Er führte Feldzüge in das ehemals westgotische Septimanien und eroberte 759 Narbonne, den letzten arabischen Vorposten nördlich der Pyrenäen. Pippins Neffe Tassilo III. bewahrte sich in Bayern eine gewisse Eigenständigkeit. Aquitanien hingegen wurde 768 nach mehreren Feldzügen in das Frankenreich eingegliedert.
Auf dem Rückweg aus Aquitanien erkrankte Pippin im Juni 768 ernsthaft, woraufhin er sein Erbe zu regeln begann. Am 24. September 768 starb er in Saint-Denis. Kurz vor seinem Tod hatte er verfügt, dass das Reich unter seinen Söhnen Karl und Karlmann aufgeteilt werden sollte. Einhard zufolge orientierte sich die Teilung an der vorherigen Teilung von 741 zwischen Karl Martells Söhnen, doch deckte sie sich nicht mit ihr. Karl erhielt Austrasien, den Großteil Neustriens und den Westen Aquitaniens, Karlmann das restliche Aquitanien, Burgund, die Provence, Septimanien, das Elsass und Alamannien. Bayern war von der Erbteilung ausgeschlossen und blieb faktisch selbstständig. Damit umschloss Karls Reich das seines Bruders halbkreisartig im Westen und Norden. Am 9. Oktober 768, dem Gedenktag des Dionysius von Paris, wurde jeder der Brüder in seinem Reichsteil zum König gesalbt, Karl in Noyon und Karlmann in der alten merowingischen Residenz Soissons.
Karl und Karlmann übten keine gemeinsame Herrschaft über das Frankenreich aus, sondern regierten in ihren jeweiligen Reichen unabhängig voneinander, was sich an ihren Urkunden ablesen lässt. Ihr Verhältnis scheint von Beginn an angespannt gewesen zu sein. Es gibt zwar Hinweise auf eine punktuell beschränkte Kooperation, so hinsichtlich einer römischen Synode im März 769, doch war dies die Ausnahme. Beide handelten machtbewusst und traten in eine Konkurrenz zueinander. Beide wurden wohl im gleichen Jahr (770) Väter und benannten ihren Sohn jeweils nach ihrem Vater Pippin. Offensichtlich wurde der Bruch, als Karlmann seinem Bruder 769 die Unterstützung gegen das aufständische Aquitanien verweigerte, wo sich Huno(a)ld gegen die karolingische Herrschaft erhoben hatte. Karl warf den Aufstand schließlich allein nieder, wobei Hunold in Gefangenschaft geriet, und zog anschließend auch den Teil Aquitaniens ein, der formal Karlmann unterstand.
In der Folgezeit nahmen die Spannungen zu. Die Mutter Bertrada versuchte zwar zwischen den verfeindeten Brüdern zu vermitteln, doch verlor sie bald ihren Einfluss auf Karl. Dieser hatte zunächst in eine von seiner Mutter arrangierte Ehe mit einer namentlich unbekannten Langobardenprinzessin eingewilligt, wofür er sich von seiner ersten Frau Himiltrud trennte. Bertrada scheint ein umfassendes Bündnissystem angestrebt zu haben: Neben dem durch die Eheschließung bekräftigten Bündnis mit dem ehrgeizigen Langobardenkönig Desiderius umfasste ihr Plan auch Tassilo, der bereits mit einer anderen Tochter des Desiderius verheiratet war. Die Bedenken Papst Stephans III., der von der plötzlichen fränkisch-langobardischen Annäherung zutiefst beunruhigt war, versuchte sie zu entkräften. Möglicherweise war auch Karlmann in das von Bertrada und wohl auch einigen fränkischen Großen forcierte neue Bündnissystem eingebunden; seine Ehefrau Gerberga ist vielleicht eine Verwandte des Desiderius gewesen.
Karl änderte jedoch im Frühjahr 771 seine politischen Pläne und brach mit der Konzeption seiner Mutter. Seine langobardische Gemahlin sandte er zu Desiderius zurück, was für diesen ein Affront war. Stattdessen nahm Karl nun eine Alamannin namens Hildegard zur Frau. Dies musste Karlmann beunruhigen, denn Alamannien gehörte zu seinem Herrschaftsbereich, wo Karl nun offenbar Einfluss gewinnen wollte. Indem Karl alle Pläne seiner Mutter verwarf, handelte er erstmals erkennbar eigenständig.
Eine offene Konfrontation zwischen Karl und Karlmann, die immer wahrscheinlicher geworden war, wurde durch den überraschenden Tod Karlmanns am 4. Dezember 771 verhindert. Karl übernahm unverzüglich die Macht im Reich des Verstorbenen, dessen Große ihm noch im Dezember 771 in Corbeny huldigten. Die Vermutung, Karl sei am Tod seines Bruders beteiligt gewesen, da er erheblich davon profitierte, wird nicht durch die Quellen gedeckt. Die Behauptung, Karlmanns Andenken sei einer damnatio memoriae („Vernichtung des Andenkens“) zum Opfer gefallen, trifft nicht zu; dass Karlmann nicht in Saint-Denis, sondern in Reims begraben wurde, geht sehr wahrscheinlich auf seinen eigenen Wunsch zurück. Sicher ist, dass Karl nun uneingeschränkt im Frankenreich herrschte. Karlmanns Witwe Gerberga floh mit ihren Kindern zu Desiderius nach Italien.

### Militärische Expansion und Integration

#### Langobardenfeldzug und Eingliederung Italiens
Nach Karlmanns Tod hatte Karl seine Position im Reich gefestigt, doch die beiden Söhne seines Bruders, die mit ihrer Mutter und einigen fränkischen Großen ins Langobardenreich geflohen waren, bildeten eine potentielle Bedrohung. In Ober- und Mittelitalien spitzte sich die politische Lage zu. Desiderius hatte sich Gebiete angeeignet, auf die die römische Kirche Anspruch erhob. Gesandte Papst Hadrians baten daher im Frühjahr 773 am Hof Karls um die Unterstützung der päpstlichen Schutzmacht gegen die Langobarden. Karl zögerte nicht und entschloss sich zu einem großangelegten Langobardenfeldzug, ähnlich wie ihn sein Vater rund zwei Jahrzehnte zuvor unternommen hatte. Anders als Pippin plante Karl jedoch, das gesamte Langobardenreich zu erobern und in das Frankenreich zu integrieren, wie Einhard vermerkte. Der auf frühmittelalterliche Militärgeschichte spezialisierte Historiker Bernard Bachrach meint allerdings, Karl habe den Krieg gegen Desiderius nicht von Anfang an gewollt; erst die Entwicklung der Verhältnisse in Italien habe ihn zum Eingreifen veranlasst.

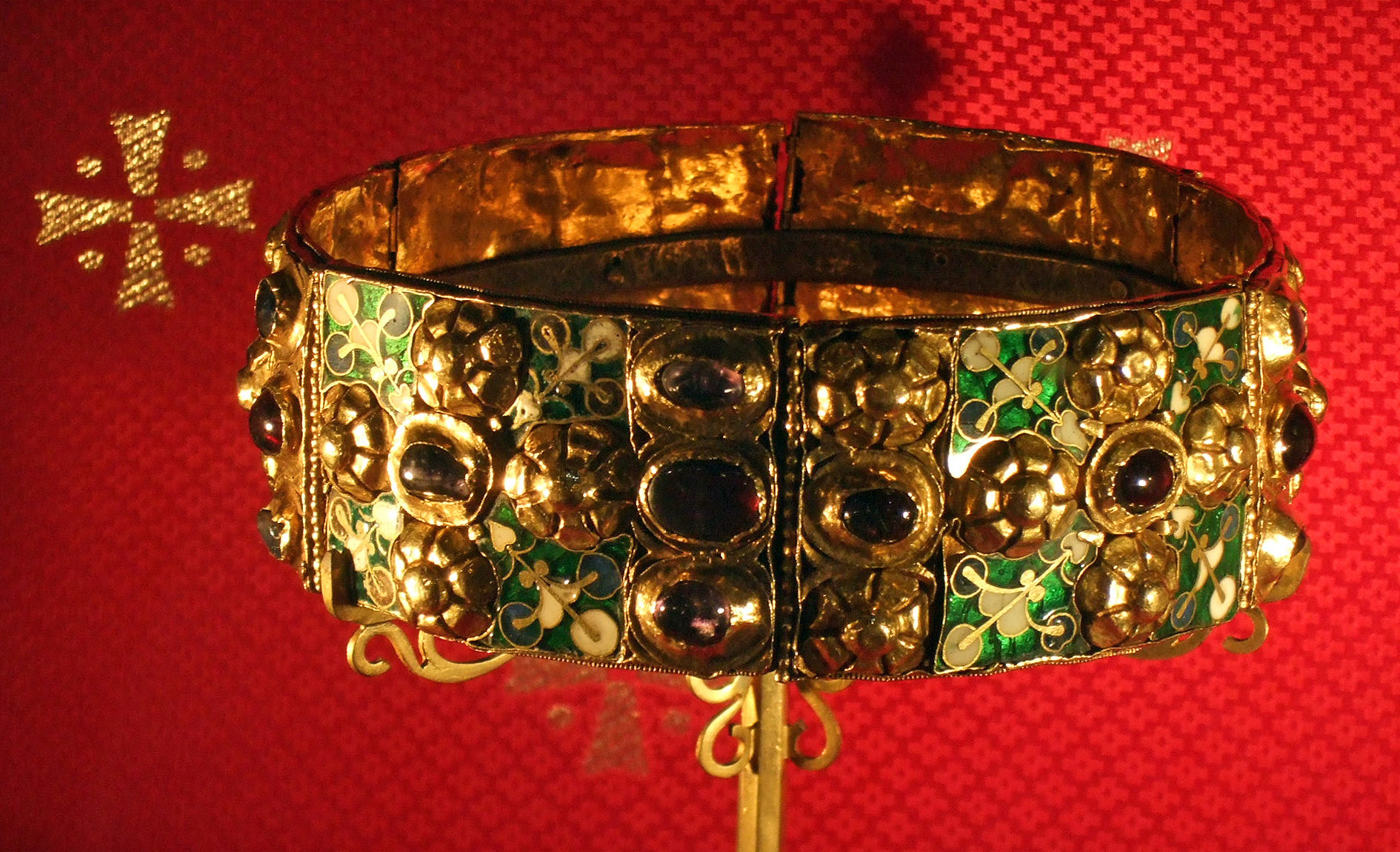
Die Eiserne Krone der Langobardenkönige

Karl zog im Spätsommer 773 mit zwei großen fränkischen Heeresaufgeboten von Genf aus nach Italien. Eines führte er selbst über den Col du Mont Cenis, das andere führte sein Onkel Bernhard über den Großen St. Bernhard. Desiderius sah sich in einer unhaltbaren Position und zog sich nach Pavia zurück. Karl ließ die stark befestigte Stadt belagern. Erst nach neun Monaten kapitulierte Pavia Anfang Juni 774 und wurde von den Franken geplündert. Karl besetzte das gesamte Langobardenreich und gliederte es in das Frankenreich ein. Er nannte sich fortan ohne neue Krönung König der Franken und der Langobarden; diese Titulatur ist in einer Urkunde vom 16. Juli 774 erstmals bezeugt. Desiderius, seine Frau und seine Tochter wurden wohl in die Abtei Corbie in Klosterhaft gesteckt. Der langobardische Königssohn Adelchis konnte nach Konstantinopel entkommen. Als es 787/88 zu einem Konflikt zwischen den Franken und den Langobardenfürsten in Spoleto und Benevent kam, brachten die Byzantiner Adelchis ins Spiel. Dies blieb aber nur eine kurze Episode; die langobardischen Fürsten akzeptierten doch wieder die fränkische Oberherrschaft und gingen gegen die Byzantiner vor, worauf Adelchis alle Pläne aufgeben musste. Die langobardischen Fürstentümer in Unteritalien blieben Karls Zugriff faktisch entzogen, Oberitalien und Teile Mittelitaliens hingegen gehörten fortan zum Frankenreich und sollten später als Reichsitalien auch Bestandteil des römisch-deutschen Reiches sein.
Wohl noch im Jahr 773 waren bei einem Vorstoß auf Verona Gerberga und ihre beiden Söhne in Karls Hände gefallen. Ihr weiteres Schicksal ist unbekannt. Wahrscheinlich ließ Karl seine Neffen wegen ihres Anspruchs auf das väterliche Erbe beseitigen oder inhaftieren.
Zu Ostern 774 erschien Karl plötzlich mit Gefolge vor Rom, während sein Heer noch Pavia belagerte. Papst Hadrian war davon völlig überrascht. Den Langobardenkönigen hatten die Päpste den direkten Zugang zur Stadt stets verweigert, doch den fränkischen Herrscher und neuen Schutzherren des Papsttums wollte Hadrian offenbar nicht verärgern. 30 Meilen vor der Stadt empfing man den Frankenkönig in ritueller Weise, wobei sich das Protokoll am Empfang des byzantinischen Exarchen orientierte, des obersten militärischen und zivilen Verwalters des byzantinischen Kaisers in Italien. Karl wurde zur Kirche St. Peter begleitet, wo Hadrian ihn mit einem großen Anhang feierlich empfing. Der Papst und der König begegneten einander ehrenvoll und versicherten sich ihrer gegenseitigen Freundschaft. Karl soll um die formale Erlaubnis gebeten haben, die Stadt zu betreten, was ihm gestattet wurde. Anschließend zog der Frankenkönig und römische Patricius in die ehemalige Kaiserstadt am Tiber ein, die im Mittelalter zwar nur einen Bruchteil der antiken Bevölkerungszahl aufwies, deren Monumentalbauten aber auf Besucher immer noch eindrucksvoll wirkten. Offenbar war Karl bestrebt, die Position und die Autorität des Papstes auch symbolisch zu achten. Realpolitisch bedeutsam war die bei diesem Anlass vorgenommene Erneuerung des Pactum, der von Pippin geschlossenen Übereinkunft mit dem Papsttum hinsichtlich der päpstlichen Gebietsansprüche. Geistliche und weltliche Gewalt, die beiden Universalgewalten des Mittelalters, schienen harmonisch zusammenzuwirken. Karl nahm in den folgenden Tagen an allen religiösen Kulthandlungen in Rom teil, bevor er die Stadt verließ.

#### Die Sachsenkriege
Im Sommer 772 begannen die mit Unterbrechungen bis 804 andauernden Sachsenkriege. Die immer noch paganen („heidnischen“) Sachsen kannten keine zentralen Herrschaftsinstitutionen und lebten nicht wie die Franken und Langobarden in einem geschlossenen Reichsverband, sondern in nur locker organisierten Stammesverbänden (Westfalen, Ostfalen, Engern und Nordalbingier). Die Sachsen waren bereits zuvor wiederholt in Konflikt mit den Franken geraten, da ihr Stammesgebiet direkt an das nordöstliche fränkische Herrschaftsgebiet angrenzte.
Einhard bezeichnet Karls Feldzüge gegen die Sachsen als die bislang längsten, grausamsten und anstrengendsten Kampfhandlungen für die Franken. Er verdammt die Sachsen als Götzendiener und Feinde des Christentums, nennt als Ziel für Karls Feldzüge aber nicht etwa die Christianisierung der Sachsen, sondern die Beseitigung dieser militärischen Bedrohung an der fränkischen Grenze. Schon Karl Martell und Pippin hatten begrenzte Feldzüge gegen die Sachsen unternommen, ohne deren Bekehrung anzustreben. In der modernen Forschung werden Karls Sachsenkriege jedoch durchaus als Missionierungskriege betrachtet. Einhard und die Reichsannalen vermitteln ein eher tendenziöses Bild der Sachsenkriege, während von sächsischer Seite nur späte Berichte aus der Zeit nach der Christianisierung vorliegen. Dagegen vermitteln zeitnahe Briefe, Gedichte und Herrschererlasse Momentaufnahmen der Sachsenkriege und lassen erkennen, dass der Ausgang über mehrere Jahre offen war. Sicher ist, dass dieser „dreißigjährige Krieg“ fast jährliche Kriegszüge erforderte. Auch für eine militärisch geprägte Gesellschaft wie die fränkische, in der sich der König stets als Heerführer beweisen musste und in der Beute sowie erzwungene Tribute wirtschaftlich von Bedeutung waren, stellte dies eine enorme Belastung dar.

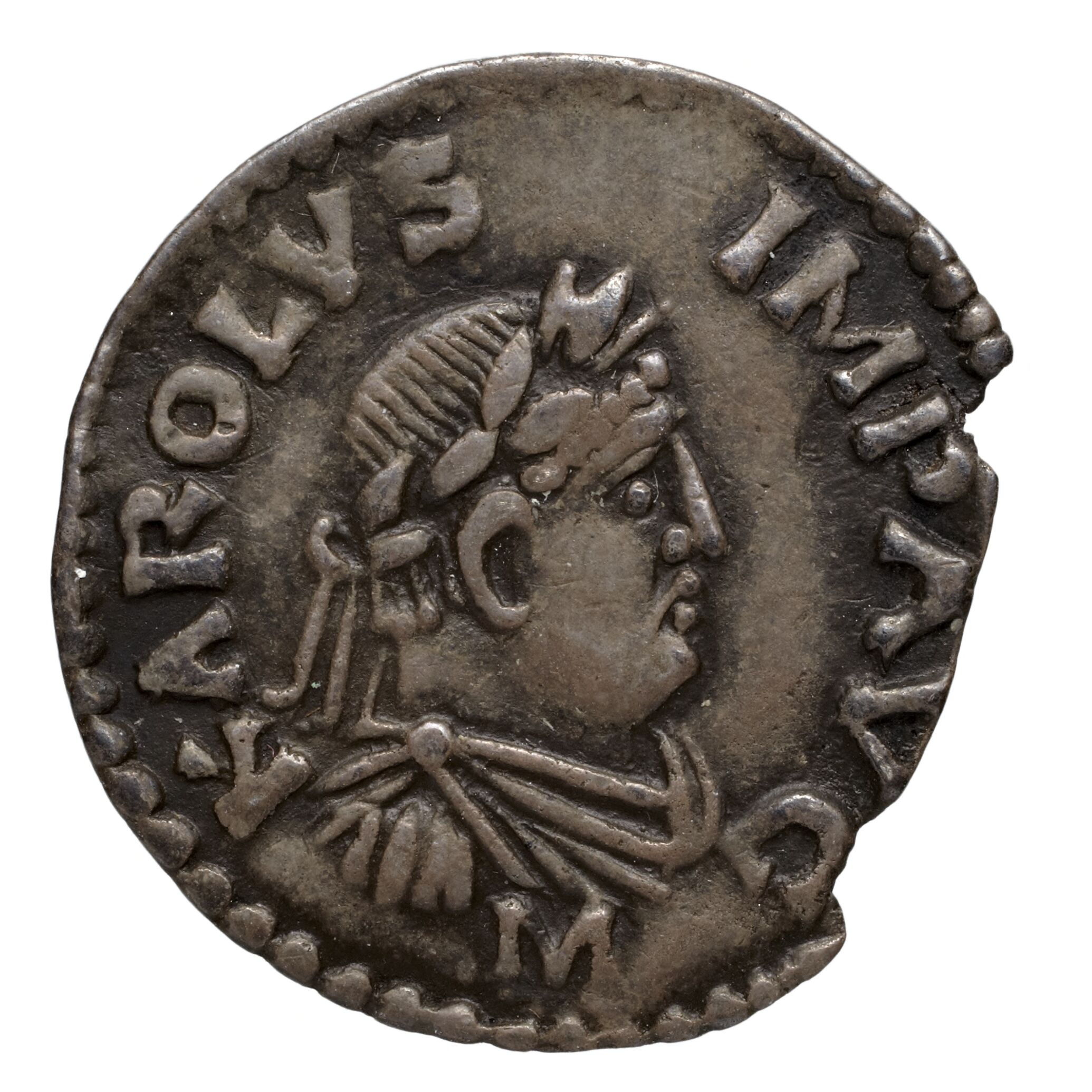
Denar mit dem Kopf Karls des Großen. Umschrift: KAROLVS IMP AVG für KAROLVS IMPERATOR AVGUSTUS. In Mainz geprägte (das M unter der Büste ist das Zeichen der Münzstätte) silberne Bildnismünze nach spätantikem Vorbild, auf der Rückseite ein Tempel, heute im Cabinet des Médailles in Paris.

Der Krieg begann 772 mit einem fränkischen Vorstoß tief ins sächsische Stammesgebiet. Karl stieß von Worms aus auf die Eresburg vor und eroberte sie. Anschließend gelangten die Franken zum (wohl zentralen) sächsischen Kultheiligtum, der sogenannten Irminsul, die Karl zerstören ließ. Die Zerstörung der Irminsul passt durchaus in das Bild eines schon 772 zumindest zukünftig beabsichtigten Missionswerks, ebenso ist aber auch reine Beutelust als Motiv denkbar. Der fränkische Vorstoß, der wohl auch Spannungen zwischen einigen fränkischen Großen und dem König abbauen sollte, war jedenfalls vorerst erfolgreich verlaufen. Doch war dies nur ein scheinbarer Sieg, zumal die dezentrale Stammesorganisation der Sachsen den Franken die Kontrolle erheblich erschwerte.
Die Sachsen nutzten die Abwesenheit des Königs, der sich 773/74 in Italien aufhielt, und verheerten 774 fränkisches Gebiet im heutigen Hessen, wobei mehrere christliche Kirchen und Klöster überfallen wurden. Karl drang 775 mit einem großen Heer in Sachsen ein und erzwang die Unterwerfung der Engern (unter Bruno) und der Ostfalen (unter Hassio/Hessi); auch die Westfalen wurden geschlagen. Der König ging während dieses Feldzugs offenbar mit großer Brutalität vor: Die hofnahen Reichsannalen berichten zum Jahr 775 von drei Blutbädern, die Karl anrichten ließ, und den Nordhumbrischen Annalen zufolge wütete er unter seinen Feinden. Karls Reaktion auf den Vertragsbruch durch die Sachsen war die Losung, dass es nur noch Taufe oder Tod für die Sachsen geben könne. Spätestens zu diesem Zeitpunkt betrachtete Karl die Sachsenfeldzüge auch als Missionierungswerk, denn in der überarbeiteten Fassung der Reichsannalen, den sogenannten Einhardsannalen, ist vermerkt, dass der Krieg gegen die Sachsen so lange andauern werde, bis sie sich dem christlichen Glauben unterworfen hätten oder ausgerottet seien.
776 kam es zu einem erneuten Sachsenaufstand, der ebenfalls niedergeschlagen wurde. Die Eresburg wurde wiedererrichtet und die Sachsen mussten Geiseln stellen. Karl ließ in Sachsen weitere Stützpunkte anlegen, darunter die sogenannte Karlsburg (civitas Karoli), die aber später zerstört und dann als Pfalz Paderborn neu aufgebaut wurde. In der Folgezeit wurden Kirchen und Klöster gegründet, um die Missionierung Sachsens zu forcieren und die fränkische Herrschaft zu festigen. 777 schien die Lage in Sachsen so weit unter Kontrolle zu sein, dass der König in Paderborn eine Reichsversammlung abhalten konnte. Dies war eine spektakuläre Demonstration der fränkischen Herrschaft, die erste Reichsversammlung außerhalb des fränkischen Kernlands. Zu diesem Zeitpunkt wähnten sich die Franken offenbar als vollständige Sieger. Noch im selben Jahr kam es wiederholt zu Massentaufen, die entgegen dem Kirchenrecht teils unter Zwang stattfanden; hinzu kamen fränkische Abgabenforderungen, die für die Sachsen eine zusätzliche Belastung durch die fränkische Fremdherrschaft darstellten.
778 erscheint das erste Mal der Sachse Widukind als ein neuer Anführer der Aufständischen, die sich weiterhin gegen die fränkische Herrschaft stellten; beteiligt waren in erster Linie nicht Adelige, sondern Freie und Halbfreie, während Teile des sächsischen Adels sich mit den Eroberern arrangierten. Der Zeitpunkt für eine abermalige Erhebung schien günstig, denn Karl hatte im selben Jahr in Spanien eine herbe Niederlage erlitten. Den sächsischen Widerstand betrachtete Karl jetzt auch als Abkehr vom christlichen Glauben, die daran beteiligten Sachsen waren für ihn Hochverräter. Umso härter reagierte er. Bereits 778 zog er Truppen zusammen, im Sommer 779 besiegte er die Sachsen bei Bocholt in einer der seltenen offenen Schlachten dieses Konflikts. Karl drang in Sachsen weiter vor und empfing wieder die Unterwerfung mehrerer Aufständischer, die wieder Geiseln stellen mussten.
780 und 782 hielt Karl erneut Reichsversammlungen in Sachsen ab. Der sächsische Widerstand schien gebrochen zu sein. Sächsische Adelige wurden in die fränkische Herrschaft eingebunden und belohnt und es sollte sogar ein fränkisch-sächsisches Truppenaufgebot gegen die Slawen zum Einsatz kommen. Da erhoben sich 782 erneut große Teile der Sachsen unter Führung Widukinds. Am Süntel im Weserbergland schlugen sie ein fränkisches Truppenaufgebot vernichtend, was in der Originalfassung der Reichsannalen verschwiegen, aber in den Einhardsannalen eingeräumt wird. Karl marschierte eiligst an die Weser, um den Aufstand zu ersticken.
Ein Teil der Rebellen unterwarf sich erneut, aber bei Verden an der Aller kam es noch 782 zum sogenannten Blutgericht von Verden: Den Reichsannalen zufolge wurden 4500 Sachsen auf Befehl Karls getötet. In der Forschung findet dieser Vorgang bis heute viel Beachtung. Die Zahl 4500 mag deutlich übertrieben sein, unbestreitbar ist jedoch, dass Karl in Verden eine äußerst brutale Maßnahme ergriff, die viel zur Verdunkelung seines Bildes bei der Nachwelt beigetragen hat, auch wenn die Anzahl der getöteten Sachsen deutlich niedriger sein mag. Da eine ähnliche Aktion später nicht mehr stattfand, wird das „Blutgericht“ vor allem der Abschreckung gedient haben. Im selben Jahr wurde die fränkische Grafschaftsverfassung (siehe unten) in Sachsen eingeführt, es wurden wieder Geiseln gestellt und Sachsen deportiert. Ebenso wurde die sogenannte Capitulatio de partibus Saxoniae erlassen, die für Abweichungen vom christlichen Glauben, Übergriffe auf christliche Würdenträger oder Einrichtungen sowie für pagane Kulthandlungen harte Strafen (oftmals die Todesstrafe) vorschrieb.

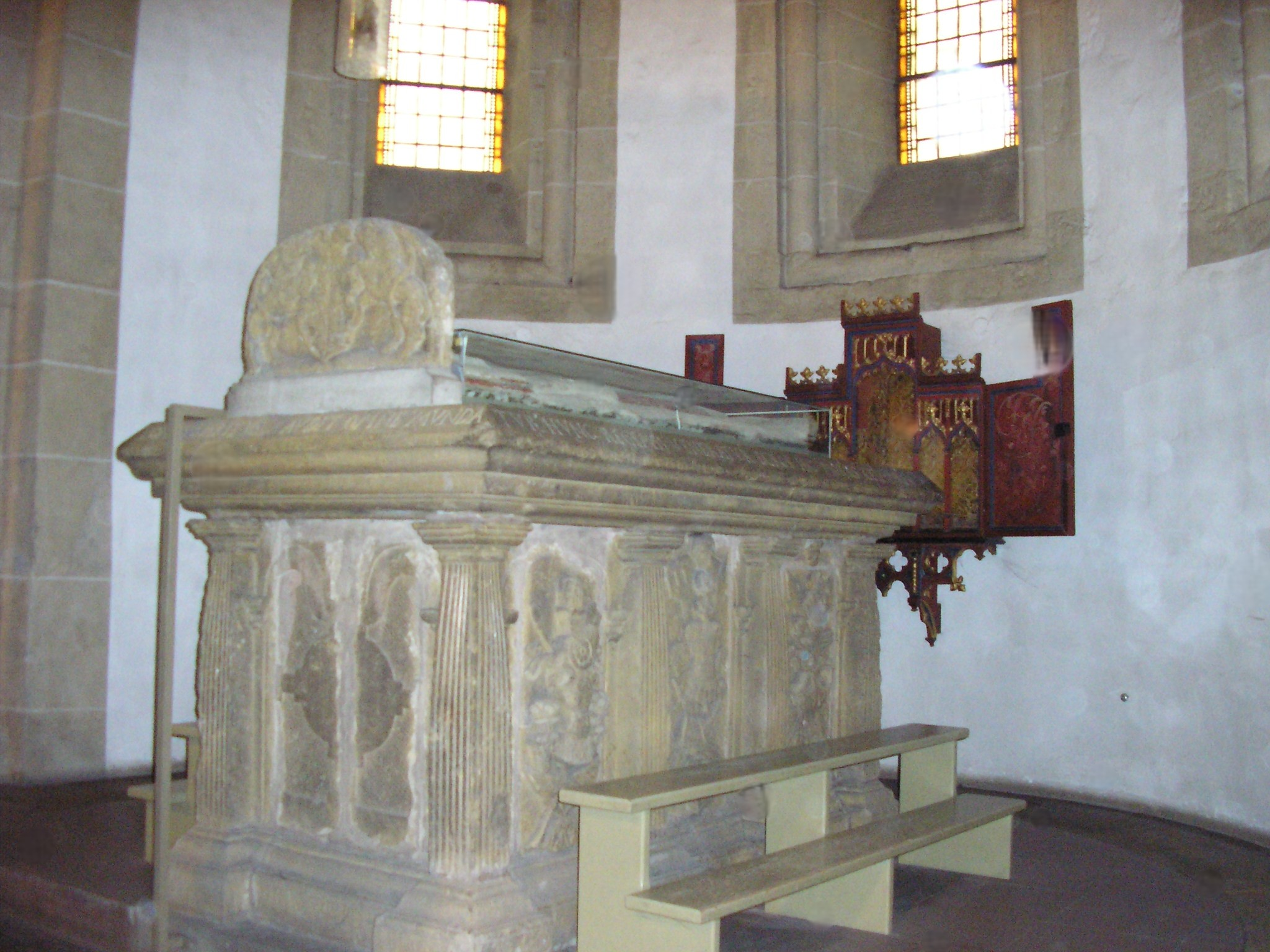
Widukindgrabmal in der Stiftskirche zu Enger

783 besiegten die Franken in zwei Gefechten die Sachsen. Ende 784 zog Karl im Winter wieder nach Sachsen, um seine Herrschaft abzusichern. Im folgenden Jahr wurden weitere Feldzüge durchgeführt, der sächsische Widerstand war nun brutal gebrochen worden und Karl bot Widukind Gespräche an. Widukind stimmte zu und unterwarf sich dem Frankenkönig; er ließ sich sogar zu Weihnachten des Jahres 785 in der Pfalz Attigny taufen, wobei Karl als sein Taufpate fungierte. Der sächsische Widerstand flackerte die folgenden Jahre zwar noch teilweise auf, erreichte aber nicht mehr das Ausmaß der ersten Phase der Sachsenkriege. 792 kam es erneut zu Unruhen und zwischen 793 und 797 mussten regelmäßig fränkische Heeresaufgebote ausrücken, doch fanden diese Kämpfe vor allem im nordöstlichen Sachsen im Elberaum statt.
Die Franken konsolidierten ihre Herrschaft in Sachsen, Christianisierung und Kirchenorganisation wurden vorangetrieben und es wurden mehrere Deportationen durchgeführt. Die fränkische Herrschaft war nun weitgehend abgesichert. Der von Alkuin kritisierte „herrschaftliche Terror“, der offenbar zielgerichtet betrieben worden war, konnte daher abgemildert werden. 797 wurde die Capitulatio de partibus Saxoniae durch eine mildere Verordnung ersetzt. 802 wurde mit der Lex Saxonum geschriebenes Recht für die Sachsen erlassen, das auch Elemente ihres Stammesrechts aufnahm. 802 und 804 kam es zu weiteren fränkischen Feldzügen im nördlichen Elberaum. Sächsische Einwohner wurden von dort ins östliche Frankenreich deportiert, statt ihrer wurden im Elberaum Franken angesiedelt. Die Sachsenkriege waren nun endgültig beendet. Sachsen blieb christlich und wurde nicht zuletzt durch die Einbeziehung der lokalen Eliten in das Karolingerreich integriert.

#### Spanien
Während Karls frühe Expansionspolitik zwar (wie in Sachsen) hart erkämpft, aber insgesamt betrachtet überaus erfolgreich war, war 778 ein Krisenjahr seiner Herrschaftszeit. Bei der Reichsversammlung von Paderborn im Jahr 777 erschienen unerwartet hochrangige Gesandte aus der arabisch beherrschten Iberischen Halbinsel (al-Andalus). Der Umayyade Abd ar-Rahman I., der dem Umsturz durch die Abbasiden entkommen und nach Spanien geflüchtet war, hatte dort eine vom neuen Kalifen in Bagdad unabhängige Herrschaft etabliert, das Emirat von Córdoba. In diesem Reich gab es starke Spannungen zwischen Arabern und Berbern. Zur Opposition gehörte unter anderem der arabische Wālī Suleiman al-Arabi. Er bat zusammen mit zwei weiteren Gesandten in Paderborn Karl um Beistand gegen Abd ar-Rahman. Als Gegenleistung unterwarfen sich die drei arabischen Großen dem Frankenkönig. Karl bot dies Anlass für eine weitere Expansion, zumal die Franken früher bereits mehrfach in Kämpfe mit arabischen Truppen verwickelt gewesen waren. Bereits 759 scheint ein arabischer Statthalter König Pippin seine Unterwerfung angeboten zu haben.

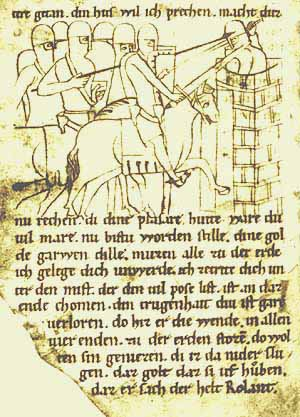
Roland stürmt den Tempel Mahomets. Abbildung aus der Heidelberger Handschrift des Rolandslieds (Cod. Pal. germ. 112, P, fol. 57v), Ende des 12. Jahrhunderts

Bereits im folgenden Jahr (778) unternahm Karl einen Feldzug nach Nordspanien. Als Begründung dienten ihm arabische Überfälle, so zumindest formulierte er es in einem Brief an den Papst; außerdem konnte er als Schützer der spanischen Christen auftreten. Das Heer teilte er in zwei Abteilungen: Eine stieß zunächst auf Pamplona vor, die andere auf Saragossa. Der christliche König von Asturien betrachtete Karls Feldzug eher argwöhnisch, vielleicht verständigte er sich sogar mit dem Emir von Córdoba. Pamplona, die Hauptstadt der christlichen Basken, wurde erobert, doch der Vorstoß auf Saragossa, wo sich das fränkische Heer wieder vereinigte, blieb erfolglos. Die Quellenlage für den Spanienfeldzug ist äußerst schlecht, doch erwies sich Abd ar-Rahmans Machtstellung offenbar als gefestigt und die gegen ihn gerichtete Opposition als nicht ausreichend stark. Al-Arabi stellte zwar Geiseln und Barcelona sowie andere Städte wurden Karls Herrschaft unterstellt, doch scheint es sich hierbei um rein formale Unterwerfungen gehandelt zu haben, die folgenlos blieben und den Franken keinen Gewinn einbrachten. Offensichtlich hatte Karl nur unzureichende Vorstellungen von den Verhältnissen in Spanien, er hat sich hinsichtlich der Erfolgsaussichten verkalkuliert. Als er die Nachricht von dem erneuten Aufstand in Sachsen erhielt, brach er den ohnehin gescheiterten Feldzug ab und trat den Rückzug an.
Auf dem Rückzug ließ Karl noch die Mauern von Pamplona zerstören, doch die Basken rächten sich für sein hartes Vorgehen. Im August 778 lauerten sie dem fränkischen Heer auf und fügten der Nachhut in der Schlacht von Roncesvalles wohl recht erhebliche Verluste zu. Die Reichsannalen verschweigen die Niederlage Karls, doch in der überarbeiteten Fassung, den Einhardsannalen, wird sie erwähnt. Neben anderen fränkischen Adligen fiel auch Hruotland, Graf der bretonischen Mark. Sein Tod diente als Stoff für das im 12. Jahrhundert aufgezeichnete sehr populäre Rolandslied.
Die in pro-karolingischen Quellen beschönigten Ereignisse des Spanienfeldzugs werden in der Forschung als vollständiger Misserfolg bewertet. Dennoch sollte Karl später erneut in Nordspanien aktiv werden, diesmal mit mehr Erfolg. 792/93 kam es zu arabischen Einfällen ins Frankenreich, woraufhin die Franken Feldzüge nach Nordspanien unternahmen. Mehrere befestigte Städte konnten eingenommen werden, darunter Barcelona (803) und Pamplona (811). Im eroberten Gebiet wurden Christen angesiedelt. Die Franken hatten damit eine strategisch wichtige Pufferzone errichtet, die aber erst nach Karls Tod als reguläre Grenzgrafschaft, die Spanische Mark, eingerichtet wurde.

#### Awarenkrieg

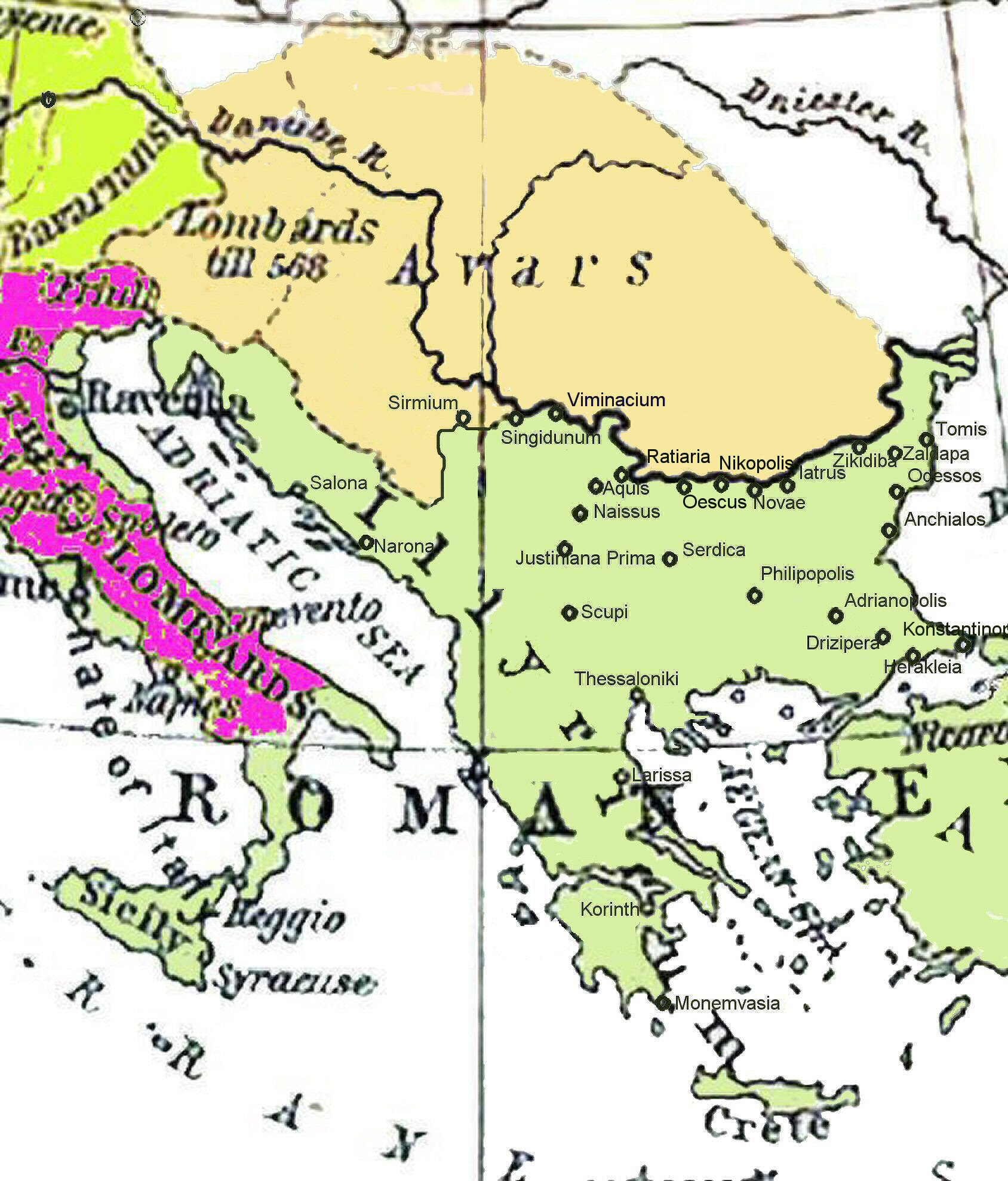
Das Reich der Awaren um 600

Im Südosten grenzte das Frankenreich an das Awarenreich. Die Awaren waren Reiternomaden aus dem asiatischen Steppenraum, die im späten 6. Jahrhundert im Blickfeld der Byzantiner aufgetaucht waren und bis ins frühe 7. Jahrhundert ein mächtiges Reich im Balkanraum etabliert hatten. Für das Jahr 782 ist eine awarische Gesandtschaft an Karl belegt. Obwohl das Awarenreich im späten 8. Jahrhundert seinen Zenit längst überschritten hatte, unternahmen die Awaren im Jahr 788 Einfälle in das Frankenreich, so nach Oberitalien und Bayern. Diese Vorstöße waren vielleicht durch Hilfegesuche oppositioneller Kreise im Frankenreich ausgelöst worden oder entsprangen der Befürchtung der Awaren, dass sie das nächste Opfer von Karls Expansionspolitik sein würden. Der awarische Vorstoß scheiterte jedenfalls, und bei den folgenden Verhandlungen in Worms 790 konnte keine Einigung erzielt werden.
Ob nun Karl die Grenze im Südosten stabilisieren wollte oder schlicht auf Eroberung aus war, 791 begann jedenfalls eine großangelegte fränkische Invasion des Awarenreichs. Einhard beschreibt den folgenden Krieg als den größten Karls neben den Sachsenkriegen. Der Awarenkrieg war auch deshalb von großer symbolischer Bedeutung, weil er gegen „Heiden“ geführt wurde und sich Karl so ganz als christlicher Herrscher stilisieren konnte. Beim Feldzug von 791 wichen die Awaren den Franken aus, die zur Versorgung des Heeres eine große Flussflotte auf der Donau einsetzten. In den folgenden Jahren plante Karl einen weiteren Feldzug. In diesem Zusammenhang wurde auch ein Kanalbau (Fossa Carolina) vorangetrieben. Zunächst verhinderten jedoch erneute Sachsenaufstände das Vorhaben. 794/95 kam es im Awarenreich zu internen Machtkämpfen, die den Tod des regierenden Khagans zur Folge hatten. Völlig unerwartet erschien 795 eine Delegation einer awarischen Gruppe an der Elbe und bot Karl die Unterwerfung ihres Anführers, des Tudun, an. Dieser akzeptierte Karl als Oberherrn und ließ sich im folgenden Jahr sogar taufen.

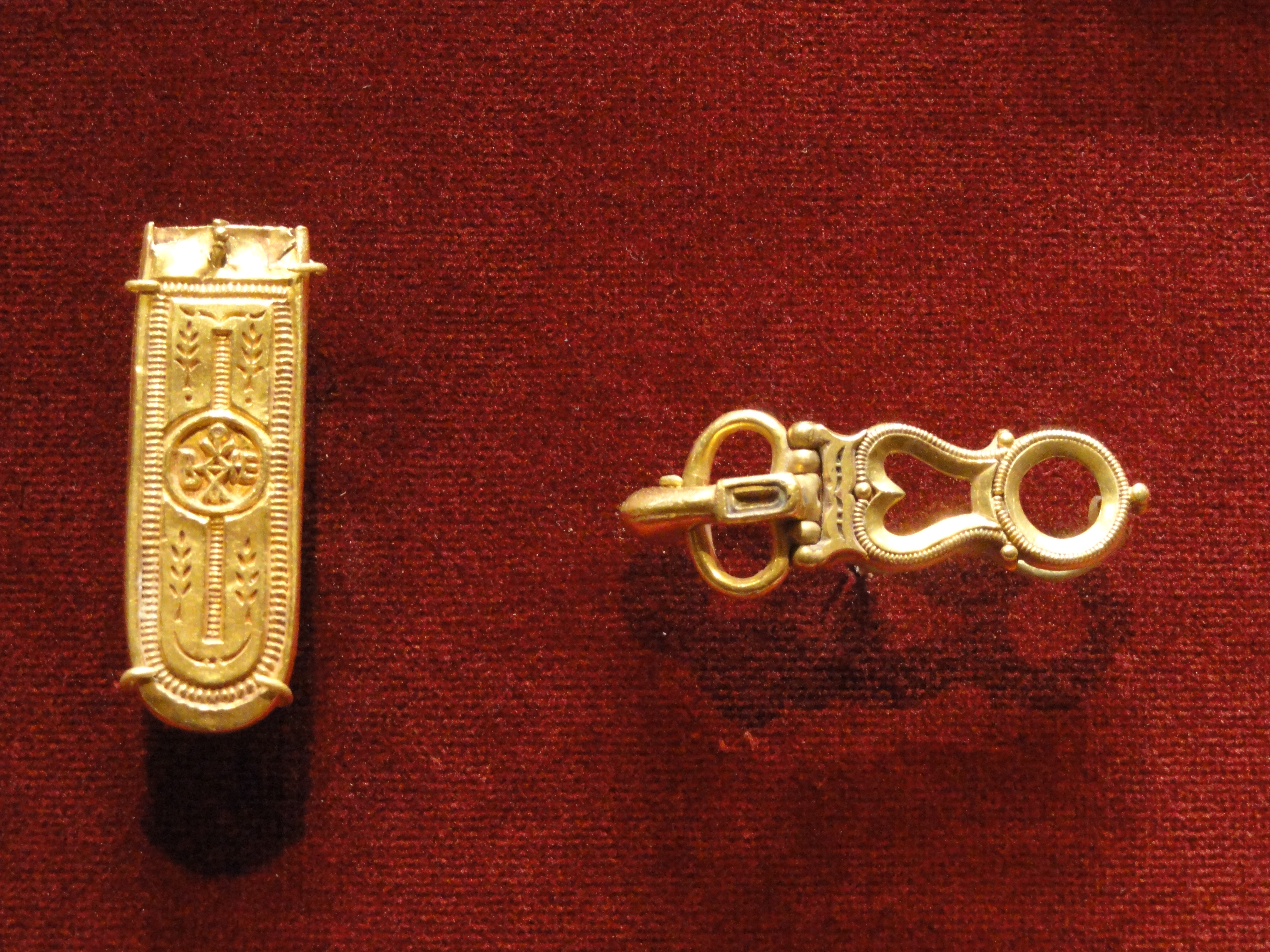
Awarische Gürtelschnallen aus dem 7. Jahrhundert

796 marschierte ein fränkisches Heer erneut ins Awarenreich ein und machte reiche Beute (sogenannter Awarenschatz); der neue Khagan unterwarf sich den Franken. Die Macht der Awaren war damit gebrochen und ihr Reich zerfiel zusehends. 799/803 kam es zu einem Aufstand gegen die fränkische Oberherrschaft, der aber wirkungslos blieb, zumal die Franken in die inneren Strukturen des Awarenreichs nicht eingriffen. Christianisierung und Neubesiedlung wurden im Grenzraum jedoch vorangetrieben. Zum Jahr 822 werden noch einmal awarische Gesandte in den Quellen erwähnt, das Awarenreich selbst befand sich jedoch in einem endgültigen Auflösungsprozess. Die Franken zogen den Grenzraum nun direkt in das Reich ein und organisierten eine Grenzmark, diesmal zur Abwehr der Bulgaren, die im Balkanraum ein neues Reich errichtet hatten.

### Das Ende der Selbständigkeit Bayerns

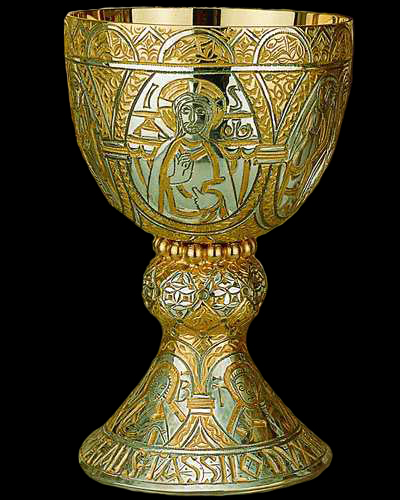
Tassilokelch (Reproduktion), gestiftet um 780

Nachdem Karl Ende 771 den Reichsteil seines Bruders Karlmann übernommen hatte und 773/74 erfolgreich in Italien interveniert hatte, blieb nur eine Leerstelle im karolingischen Reichsverband: Bayern, wo Tassilo III., ein Neffe König Pippins, als Herzog regierte. Tassilo hatte Pippin Gefolgschaft geleistet und sich 756 an einem Feldzug gegen die Langobarden beteiligt. Anschließend übernahm er jedoch seit 757 die eigenständige Herrschaftsgewalt im Herzogtum Bayern. Über die folgenden Jahre lässt sich kaum etwas Genaueres sagen. Die Aufzeichnungen der karolingischen Reichsannalen über Tassilo wurden rückblickend erstellt und sollten vor allem sein Verhalten in einem ungünstigen Licht erscheinen lassen. Dort wird berichtet, der Herzog habe 757 König Pippin einen Vasalleneid geleistet und diesen 763 gebrochen, indem er während eines Feldzugs in Aquitanien „Fahnenflucht“ (althochdeutsch harisliz) begangen habe. In der modernen Forschung wird dieser Darstellung, besonders aufgrund des nachfolgenden Prozesses und der politischen Hintergründe, in der Regel kein Glauben geschenkt. Wenn sie zuträfe, wäre der Bayernherzog zeitnah zur Verantwortung gezogen worden, denn auf ein solches Verhalten stand die Todesstrafe.
Tassilo stammte aus der alten und vornehmen Familie der Agilolfinger. Bayern genoss schon seit der Merowingerzeit eine Sonderrolle im Reich. Als Herzog trat Tassilo selbstbewusst auf. Er heiratete die Langobardenprinzessin Liutberga und unterhielt sehr gute Beziehungen zum Papst. Seine Herrschergewalt in Bayern übte er umfassend aus, nicht zuletzt im kirchlichen Bereich. Damals entfaltete sich in Bayern auch eine rege kulturelle Aktivität. Tassilo genoss in seinem Herzogtum faktisch eine königsähnliche Stellung und urkundete 769 sogar in Anlehnung an die karolingische Königstitulatur. Karl duldete jedoch keine politischen Konkurrenten. Daher lag sein Vorgehen gegen den Agilolfinger, zu dem er sich relativ spät entschloss, in der Konsequenz seiner Politik.
Im Jahr 787 wurde Tassilo nach Worms vorgeladen, wo er sich dem Frankenkönig unterwerfen sollte. Der Bayernherzog erschien jedoch nicht und bemühte sich um päpstliche Vermittlung. Bald schon musste er jedoch erkennen, dass nicht nur der Papst ganz auf die Linie Karls einschwenkte und ihn zur vollständigen Unterwerfung aufforderte, sondern dass er nun auch im eigenen Herzogtum über wenig Rückhalt verfügte. Als Karl noch 787 militärisch gegen Tassilo vorging, traten mehrere bayerische Große auf die fränkische Seite über. Tassilo war isoliert und unterwarf sich im Oktober 787 Karl, dem er nun auch einen Gefolgschaftseid leistete. Gerd Althoff hat diesen Vorgang als frühestes Vorkommen der rituellen deditio (Unterwerfung) gedeutet. Dennoch blieben Spannungen bestehen und Karl sah nun offenbar eine günstige Gelegenheit, die Lage in seinem Sinn zu bereinigen. Im Juni 788 wurde Tassilo nach Ingelheim vorgeladen und dort zusammen mit seiner Familie festgesetzt. Ihm wurde vorgeworfen, mit den Awaren paktiert zu haben; hinzu kam der Vorwurf der „Fahnenflucht“. Profränkische bayerische Adelige sagten gegen den Herzog aus, der zum Tode verurteilt wurde. Karl wandelte das Urteil in lebenslange Klosterhaft um. 794 wurde Tassilo kurzzeitig aus der Klosterhaft entlassen, um auf der Synode von Frankfurt noch einmal öffentlich Reue zu bekunden und auf seine Ansprüche urkundlich zu verzichten.
In der modernen Forschung besteht kein Zweifel daran, dass die gegen Tassilo erhobenen Vorwürfe fingiert waren und in Ingelheim ein politischer Scheinprozess stattfand. Karl hatte sich aus politischen Gründen entschlossen, die unliebsame Sonderstellung des mächtigen Bayernherzogs zu beenden. Eine königsähnliche Nebenherrschaft innerhalb seines Machtbereichs wollte er nicht tolerieren. Tassilos Herrschaft brach schnell zusammen, da er in seinem Herzogtum Gegner hatte, die sich von einer Zusammenarbeit mit Karl mehr versprachen. Die offizielle Sichtweise des karolingischen Königshofs wird vor allem in der Schilderung der Reichsannalen sichtbar, in denen eine leicht nachvollziehbare „Beweiskette“ der angeblichen Vergehen Tassilos aufgeführt und der Herzog als untreuer Gefolgsmann dargestellt wurde. Bayern behielt in der Folgezeit dennoch eine gewisse Sonderstellung: Kirchlich blieb es eine Einheit und auch in der Verwaltung wurde nicht die Grafschaftsverfassung eingeführt, sondern die Regierung einem königlichen Präfekten übergeben. Politisch wurde es nun aber endgültig Teil des Reiches.

### Die Kaiserkrönung

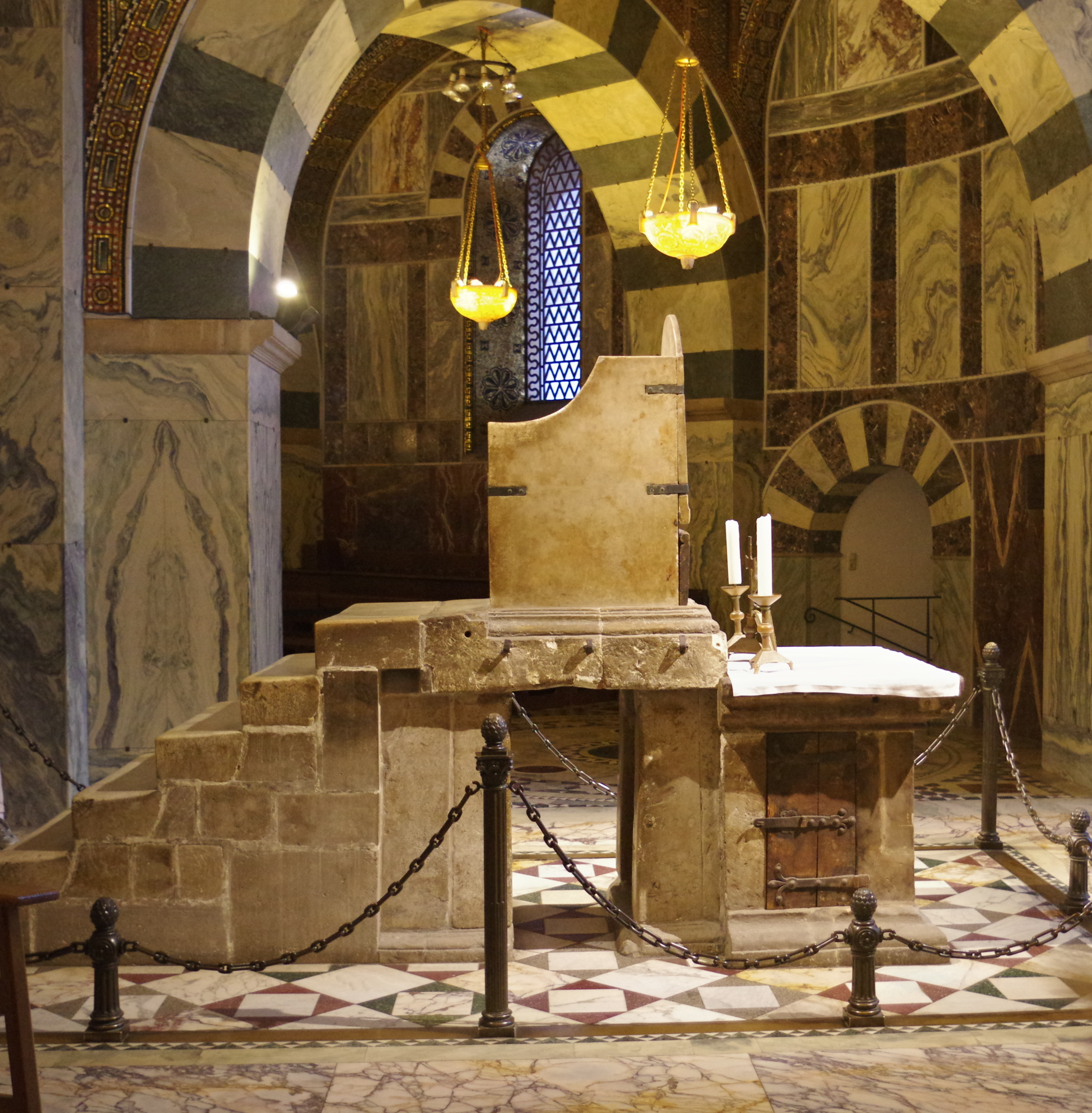
Königsthron im Aachener Dom

Seit 795 war Leo III. Papst in Rom. Das Papsttum war in dieser Zeit unter den Einfluss des in diverse Fraktionen aufgesplitterten römischen Stadtadels geraten, der bei der Papstwahl ausschlaggebend war. Leo wurde unter anderem ein unwürdiger Lebenswandel vorgeworfen, vor allem aber verfügte er beim stadtrömischen Adel über keinerlei politischen Rückhalt, seine Lage wurde immer prekärer. Ende April 799 spitzte sich die Konfrontation zwischen dem Papst und dem Adel so zu, dass auf Leo ein Attentatsversuch unternommen wurde, hinter dem Vertraute des vorherigen Papstes Hadrian I. standen. Leo überlebte und flüchtete zu Karl nach Paderborn. Diese Vorgänge schildert das Paderborner Epos.
Karl leistete Leo militärische Unterstützung und ließ ihn Ende 799 nach Rom zurückführen. Im Spätsommer des Jahres 800 begab sich Karl selbst nach Italien, Ende November erschien er in Rom. Dort kam es am 1. Weihnachtstag, dem 25. Dezember 800, in Alt-St. Peter zur Kaiserkrönung Karls des Großen durch den Papst. Damit wurde eine äußerst wirkungsmächtige Entwicklung für das gesamte weitere Mittelalter in Gang gesetzt: die Übertragung der römischen Herrschaft auf die Franken (translatio imperii). Das römische Kaisertum im Westen, wo 476 der letzte Kaiser in Italien abgesetzt worden war, wurde durch die Krönung Karls erneuert. In diesem Zusammenhang spielten heilsgeschichtliche Aspekte eine wichtige Rolle; das römische Imperium galt als das letzte Weltreich der Geschichte (Vier-Reiche-Lehre). Nun existierte ein neues „römisches Kaisertum“, das an den Herrschaftsanspruch der antiken römischen Kaiser anknüpfte und in der Folgezeit erst von den Karolingern, dann seit den Liudolfingern (Ottonen) von den römisch-deutschen Königen beansprucht wurde. Ohne die Tragweite abschätzen zu können, legte Karl somit auch den Grundstein für das römisch-deutsche Kaisertum. Dies sind die sicheren Fakten, doch sind wesentliche Details der Kaiserkrönung unklar.

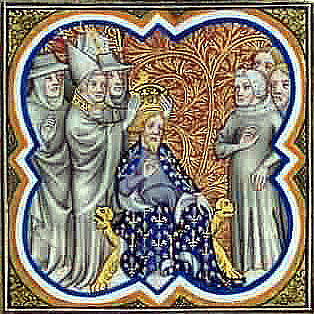
Grandes Chroniques de France, Exemplar König Karls V. von Frankreich, Paris, BN, Ms. français 2813, fol. 85v, spätes 14. Jahrhundert: die Kaiserkrönung Karls I.

Über den Vorgang der Kaiserkrönung liegen insgesamt vier Berichte vor: in den Lorscher Annalen, im Liber pontificalis, den Reichsannalen und bei Einhard. Im Kern wird dort die Schutzfunktion Karls gegenüber der Kirche und dem Papst gelobt. Das Volk sei begeistert gewesen und die Kaiserkrönung eher als spontane Handlung erfolgt. Einhard behauptet sogar, dass Karl die Kirche nicht betreten hätte, wenn er von Leos Vorhaben gewusst hätte.
Diese Schilderungen werden in der modernen Forschung jedoch als unzutreffend betrachtet. Es gilt als ausgeschlossen, dass die Vorbereitungen unbemerkt ablaufen konnten, dass Karl am Weihnachtstag der Kirche hätte fernbleiben können und dass eine von ihm nicht gewollte Krönung durchführbar war. Vielmehr war es Karl selbst, der seit einiger Zeit gezielt auf die Kaiserkrönung und die Erneuerung des römischen Kaisertums im Westen hingearbeitet hatte. Der Papst wirkte zwar als Koronator, befand sich aber in einer äußerst schwachen Position und war ganz von Karls Unterstützung abhängig. Als Kaiser übernahm Karl denn auch die Rolle des Richters über Leos römische Gegner.
Die Schaffung des westlichen Kaisertums wurde von mehreren Faktoren begünstigt. Im Osten existierte weiterhin das Reich der Byzantiner, die sich „Rhomäer“ (Römer) nannten und auf eine ununterbrochene staatliche Kontinuität zum spätantiken Römerreich zurückblicken konnten. Im Jahr 800 herrschte dort jedoch mit Kaiserin Irene eine Frau (was man im Westen abwertend betrachtete), die mit zahlreichen innenpolitischen Problemen zu kämpfen hatte. Aus karolingischer Perspektive wurde das sogenannte „Kaisertum der Griechen“ – eine für die Byzantiner provozierende Bezeichnung – berücksichtigt, aber abwertend beurteilt; es wurde sogar eine angebliche Übertragung des Kaisertums von Byzanz auf Karl konstruiert. In Byzanz hingegen betrachtete man Karl schlicht als Usurpator und hielt den exklusiven Anspruch auf das „römische“ Kaisertum aufrecht. Erst 812 kam es zu einer Verständigung hinsichtlich des Zweikaiserproblems. Die Kaiserkrönung des Jahres 800 war auch heilsgeschichtlich bedeutsam, da Endzeiterwartungen verbreitet waren, die mit dem römischen Reichsgedanken verbunden waren. In einer Zeit, in der das Religiöse ganz entscheidend das Denken bestimmte, erhielt die Kaiserkrönung so eine eschatologische Komponente.

### Auswärtige Beziehungen
Karl unterhielt auswärtige Beziehungen, die von England bis in den östlichen Mittelmeerraum reichten. Einhard geht auf diesen Aspekt in seiner Biographie des Herrschers ein und beschreibt knapp die weitgespannte karolingische Diplomatie. Die damaligen Möglichkeiten auswärtiger Politik, deren Hauptinstrument Gesandtschaften waren, dürfen zwar nicht überschätzt werden, doch vermittelten die Kontakte dem Hof Einblicke in eine wesentlich weitere Welt.
Im Zusammenhang neuerer Untersuchungen wird allerdings deutlich, wie verhältnismäßig eingeschränkt die Gestaltungskraft des Karlsreiches, immerhin das mächtigste Herrschaftsgebilde im lateinischen Europa seit dem Fall Westroms, verglichen mit anderen Großreichen dieser Zeit war. Das wird schon an einem einfachen Beispiel deutlich: 792 ordnete Karl den Bau eines 3 km langen Kanals in Mittelfranken an, der die Flusssysteme Rhein und Donau verbunden hätte. Die Bauarbeiten blieben jedoch bald stecken, so dass 793 der Bau abgebrochen wurde. 767 waren demgegenüber weitaus umfangreichere Bauvorhaben in Byzanz (wo Wasserleitungen über eine Distanz von mehr als 300 km instand gesetzt wurden) und im Kalifat (Runde Stadt Bagdad, an deren Bau über 100.000 Arbeiter beteiligt waren) ohne größere Probleme gelungen. Im China der Tang-Dynastie wiederum war 742/43 ein Kanal von rund 150 km Länge planmäßig gebaut worden. All diese Reiche hatten universale Herrschaftsansprüche, ähnlich wie das Karolingerreich nach der Kaiserkrönung Karls; die Ressourcen und die darauf basierenden Gestaltungsspielräume waren jedoch im Fall Karls wesentlich eingeschränkter.
Das angelsächsische England war in mehrere konkurrierende Reiche geteilt, zu denen die Franken traditionell gute Beziehungen unterhielten. Karl stand unter anderem im (nicht immer spannungsfreien) Kontakt mit dem mächtigen König Offa von Mercien, der zeitweise die Vorherrschaft in England errang. Der spätere König Egbert von Wessex hielt sich einige Zeit an Karls Hof auf. Einhard zufolge haben die schottischen Herrscher sogar Karls Oberherrschaft anerkannt.

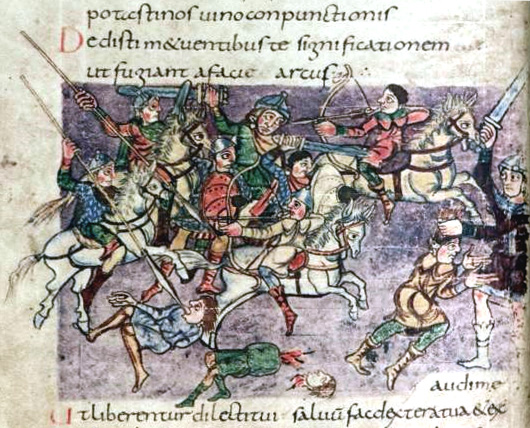
Karolingische Panzerreiter im Kampf mit Awaren (Stuttgarter Psalter; frühes 9. Jahrhundert).

Im Osten und nach der Eroberung Sachsens auch im Nordosten grenzte das Frankenreich an das Gebiet der Slawen. Diese bildeten keine geschlossene Einheit, sondern waren in Einzelstämme zersplittert. Das um 850 entstandene Werk des „Bayerischen Geographen“ listet unter anderem die Abodriten, Wilzen, Sorben und Böhmen auf. Zu Beginn der 780er Jahre sind slawische Angriffe auf fränkisches Gebiet belegt, so etwa ein sorbischer Einfall im Jahr 782. In der Folgezeit kam es immer wieder zu einzelnen fränkischen Feldzügen in slawisches Stammesgebiet. Hervorzuheben ist die größere fränkische Offensive unter Karls Befehl im Jahr 789, die sich gegen die Wilzen unter Dragowit jenseits der Elbe richtete, wobei Dragowits Hauptburg belagert wurde und er sich schließlich unterwerfen musste. Unter Führung des Kaisersohns Karls des Jüngeren drangen 805 und nochmals 806 fränkische, bayerische und sächsische Heere in Böhmen ein. Andererseits fungierten einzelne slawische Stämme auch als fränkische Verbündete; die wichtigsten waren die Abodriten. 808 griffen die Wilzen im Bündnis mit den Dänen die Abodriten und den Osten Sachsens an, wurden aber 812 geschlagen. Auf planvolle christliche Missionierung in den Slawengebieten verzichtete Karl. In diesem Bereich erstrebte er keine territoriale Expansion, sondern wollte nur die Reichsgrenze sichern und die angrenzenden Herrschaftsräume befrieden. In der Forschung wird Karls Slawenpolitik denn auch als wesentlich defensiver bewertet als sein Vorgehen in den anderen Grenzräumen des Frankenreichs. Zum Zweck der Grenzsicherung wollte er eine formale Unterwerfung der Slawen und lockere Abhängigkeiten der betreffenden Stammesgebiete erreichen, ähnlich wie es Römer und Byzantiner an den Grenzen ihrer Reiche anstrebten.
Bei den fränkischen Kriegszügen spielten allgemein materielle Motive eine wichtige Rolle. Timothy Reuter konnte nachweisen, dass Beute (praedae) aus gezielten Plünderungen bei Kriegszügen und regelmäßige Tributzahlungen (tributa) Strukturmerkmale des Karolingerreichs waren. Zu diesen Einkünften zählten neben materiellen Besitztümern auch Sklaven. Die Tribute flossen direkt dem König zu. Solche Einnahmen waren ein wichtiges Motiv für militärische Aktionen, so gegen Sachsen, Awaren und später gegen die Slawen. Die Karolinger verfügten über kein stehendes Heer. Ihre Truppen wurden vielmehr nach Bedarf mobilisiert, wobei die gepanzerte Reiterei von großer Bedeutung war. Zur Heeresfolge verpflichtet war jeder Freie im Frankenreich, wobei die Schätzungen hinsichtlich der Gesamtstärke weit auseinander liegen. Die Aussicht auf Beute war ein wichtiger Anreiz für die jeweils eingesetzten Truppen. Gleichzeitig sicherten militärische Erfolge den Franken eine hegemoniale Stellung gegenüber schwächeren Nachbarn wie den Slawenstämmen und verschafften dem siegreichen König in der fränkischen Kriegergesellschaft zusätzliche Legitimität. Allerdings hat kürzlich Bernard Bachrach die wirtschaftliche Bedeutung der Einnahmen aus Plünderungen und Tributzahlungen in Frage gestellt.
804 wurde die von der sächsischen Bevölkerung zwangsweise geräumte Region nördlich der Elbe den Abodriten zugewiesen. Sie war bald darauf von Angriffen der Dänen betroffen, die den Reichsannalen zufolge in den Jahren 782 und 798 Gesandtschaften zu den Franken entsandt hatten. Unter Gudfred unternahmen die Dänen 804 und 808 per Schiff Vorstöße im nördlichen Grenzraum, 810 überfiel eine große Flotte die friesische Küste. Die Franken sahen sich gezwungen, den Grenzschutz in diesem Gebiet wieder selbst zu übernehmen. Diesem Zweck diente die von Karl angeordnete Errichtung der Burg Esesfeld. 811 und 813 wurden Friedensverträge mit den Dänen geschlossen. Nach Karls Tod kam es jedoch wiederholt zu weiteren, diesmal wesentlich ernsthafteren Raubzügen der Nordmänner gegen das Frankenreich. Bereits 799 hatten Nordmänner (Dänen oder Norweger) an der gallischen Atlantikküste Überfälle durchgeführt, die die maritime Unterlegenheit der Franken verdeutlichten. Andererseits bestanden auch Handelsbeziehungen zu den nördlichen Nachbarn; in der Zeit nach Karl wurden auch die Missionierungsbemühungen vorangetrieben.

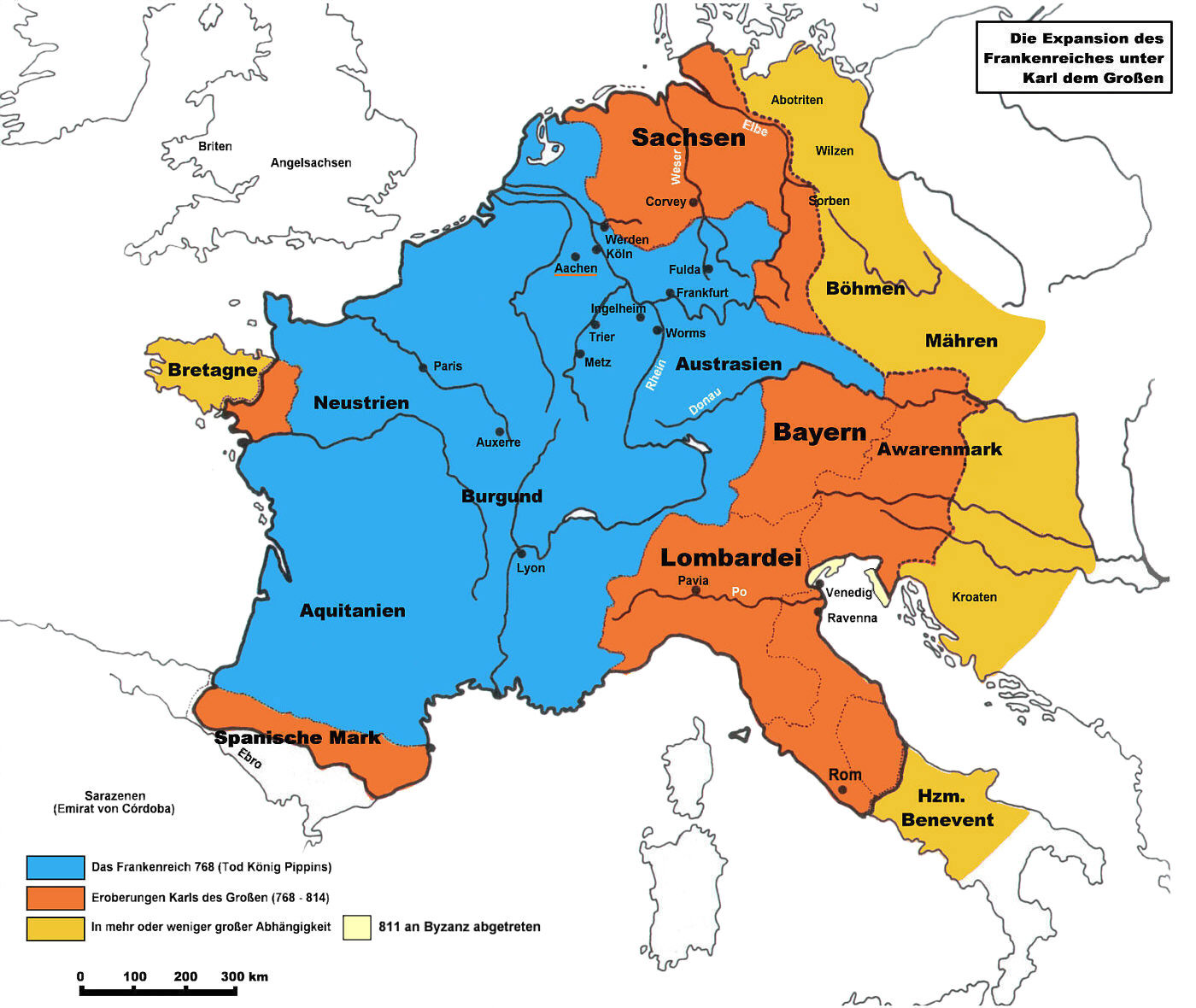
Die Eroberungen Karls des Großen

Zum Kalifat unterhielt das Frankenreich seit der Zeit König Pippins lose Kontakte. Ein Aspekt war dabei der Wunsch der fränkischen Herrscher, den Zugang christlicher Pilger zu den heiligen Stätten zu sichern. 797 nahm Karl Kontakt mit Hārūn ar-Raschīd auf, dem Kalifen von Bagdad aus dem Geschlecht der Abbasiden. Einhard gibt den Namen des Kalifen korrekt als Aaron wieder und betont, er beherrsche den gesamten Osten außer Indien; der später entstandene Bericht Notkers zu den Gesandtschaften ist hingegen bereits stark legendarisch ausgeschmückt. Hārūn ar-Raschīd beherrschte tatsächlich ein gewaltiges Gebiet, das sich von Nordafrika über den Nahen Osten bis nach Zentralasien erstreckte. Der Kalif schenkte Karl einen asiatischen Elefanten namens Abul Abbas, den der jüdische Fernhändler Isaak 801/2 ins Frankenreich brachte. Die genauen Hintergründe der diplomatischen Mission sind unbekannt, doch dürften die Pilgerfahrten und der Schutz der Christen im Kalifat Gegenstand der Verhandlungen gewesen sein. 802 wurde eine zweite fränkische Gesandtschaft nach Bagdad entsandt. Diesmal war eindeutig Karls neues Selbstverständnis als Kaiser und Schutzherr der christlichen Heiligtümer (wie in Jerusalem) entscheidend. Es folgte 807 eine Gegengesandtschaft aus dem Kalifat, die Karl reiche Geschenke brachte. Das Verhältnis des Kaisers zum Kalifen war gut, auch die Handelsbeziehungen profitierten davon. Eventuell spielten Bündnisüberlegungen gegen Byzanz eine Rolle. Nach dem Tod des Kalifen verschlechterte sich jedoch die Lage der Christen im Kalifat und die Beziehungen zwischen beiden Reichen ebbten ab.
Im Zuge der Kontakte Karls zu den weiterhin unabhängigen langobardischen Fürstentümern Süditaliens wurde ein lockerer Kontakt zu den muslimischen Aghlabiden im heutigen Tunesien aufgenommen. Intensivere Beziehungen unterhielt Karl nach Spanien, so zu muslimischen Teilherrschern (was zum fatalen Fehlschlag des Spanienfeldzugs 778 führte) und zum asturischen König Alfons II.
Die Beziehungen des Frankenreichs zu Byzanz waren intensiv, wenngleich das Verhältnis seit der Kaiserkrönung Karls im Jahr 800 mehrere Jahre schwer belastet war, denn nun ergab sich das sogenannte Zweikaiserproblem: Beide Seiten beanspruchten, in der Nachfolge der römischen Kaiser zu stehen, und erhoben einen damit verbundenen universalen Geltungsanspruch. Nikephoros I., seit 802 byzantinischer Kaiser („Basileus“), empfand die Kaiserwürde Karls als Anmaßung und verweigerte deren Anerkennung. Der Konflikt verschärfte sich noch, als Karl die von Byzanz beanspruchten Regionen Dalmatien und Venetien seinem Machtbereich einverleibte. Es kam zu begrenzten Kampfhandlungen, beide Seiten waren aber im Grundsatz an einem Ausgleich interessiert: Karl war noch immer an den Grenzen gebunden, während die Byzantiner im Westen von Bulgaren und im Osten vom Kalifat bedroht wurden. Bereits im Jahr 811 hatte Karl einen Brief nach Konstantinopel gesandt, doch wurde Nikephoros kurz darauf getötet. Im Frieden von Aachen (812) wurde ein tragfähiger Ausgleich mit dessen Nachfolger Michael I. erzielt. An ihn schickte Karl 813 einen neuen Brief, in dem er ihn als seinen ehrwürdigen Bruder anredete. Die große Bedeutung der Kontakte zwischen dem Frankenreich und Byzanz lässt sich auch an der recht hohen Zahl von Gesandtschaften ablesen: Insgesamt vier fränkische und acht byzantinische Gesandtschaften sind in Karls Regierungszeit belegt.

### Hof und Herrschaftspraxis

Modell der Aachener Königspfalz nach Leo Hugot, 1981

Der Hof war das Zentrum des herrschaftlichen Handelns. Die frühmittelalterlichen Könige waren Reisekönige, die mitsamt dem Hof von Pfalz zu Pfalz reisten und unterwegs die Regierungsgeschäfte regelten. Die Geldwirtschaft spielte im Frühmittelalter durchaus eine Rolle und Münzen wurden fast kontinuierlich geprägt, auch in der Zeit Karls des Großen. Dennoch dominierte im Frankenreich die Naturalwirtschaft; materielle Grundlage des Königtums war das Krongut. Karl unterhielt eine Vielzahl von Pfalzen, die über das Reich verstreut waren, zeitweise als königliche Residenzen fungierten und der Versorgung des Königshofes dienten. Zu den besuchten Orten zählten solche, die bereits in früherer Zeit von fränkischen Königen favorisiert wurden, doch kamen unter Karl auch neue Orte hinzu, so in den eroberten Gebieten. Der Schwerpunkt seiner Reiserouten, des herrscherlichen Itinerars, lag im Nordosten, vor allem in der Region zwischen der Maas und dem Rhein-Main-Gebiet. Die Anzahl der jeweiligen Aufenthalte variiert stark und reicht von einem einzigen (wenngleich wichtigen) Aufenthalt in Frankfurt am Main bis zu 26 Aufenthalten in Aachen. Aachen wurde wohl aufgrund der nahen Waldgebiete, in denen der König seiner Jagdleidenschaft nachgehen konnte, und wegen der heißen Quellen Karls Lieblingsresidenz; nach 795 hielt er sich nur noch dreimal während des Winters an anderen Orten auf. Im Paderborner Epos – unter Außerachtlassung von Byzanz – gar als Roma secunda, als Zweites Rom, und in einer Ekloge des fränkischen Gelehrten Moduin als künftige „goldene Wiedergeburt Roms“ angepriesen, fungierte Aachen nun als königliche Hauptresidenz. Vor Ort wurden umfangreiche Baumaßnahmen durchgeführt, zu denen vor allem die Errichtung der prächtigen Aachener Königspfalz gehörte.

Das Signum Karls des Großen unter einer am 31. August 790 in Kostheim ausgefertigten Urkunde: Eigenhändig ist nur der v-förmige Vollziehungsstrich innerhalb des rautenförmigen O des sogenannten Karlsmonogramms, durch den die obere Hälfte des O zugleich als A (für KAROLVS) gelesen werden soll. Der lineare Text beiderseits des Kreuzrhombus-Monogramms lautet Signum (M.) Caroli gloriosissimi regis („Zeichen des überaus glorreichen Königs Karl“).

Das 882 entstandene Werk De ordine palatii des Erzbischofs Hinkmar von Reims gibt Einblick in den Hofaufbau. Im Verwaltungsbereich am Hof spielte die Hofkapelle, welcher der capellanus vorstand, eine wichtige Rolle. Hinzu kamen der Kanzler und die Notare. Diese waren alle Geistliche, während der Pfalzgraf weltliche Angelegenheiten regelte und ebenfalls zum engsten Beraterkreis des Königs gehörte. Des Weiteren waren eine große Anzahl von Bediensteten am Hof tätig, darunter der Kämmerer, der Mundschenk, der Quartiermeister, der Seneschall und weiteres Hauspersonal („Hausgesinde“). Nicht zu unterschätzen ist die Bedeutung der Königin, die dem königlichen Haushalt vorstand.
Der Hof war nicht nur politischer Mittelpunkt, sondern auch ein wichtiges kulturelles Zentrum. Karl der Große selbst war offenbar kulturell interessiert und versammelte an seinem Hof gezielt mehrere Gelehrte aus dem lateinischsprachigen West- und Mitteleuropa. Der angesehenste von ihnen war der Angelsachse Alkuin (gestorben 804). Alkuin war zuvor Leiter der berühmten Kathedralschule in York gewesen; er besaß eine umfangreiche Bibliothek und genoss einen herausragenden Ruf. Er begegnete Karl erstmals in den Wintermonaten 768/69 und folgte 782 dem Ruf an dessen Hof, wo er nicht nur als ein einflussreicher Berater wirkte, sondern auch zum Leiter der Hofschule aufstieg. Hinzu kam eine Reihe anderer Gebildeter wie Einhard. Dieser war zunächst Schüler Alkuins, später Leiter der Hofschule, Vertrauter Karls und als dessen Baumeister tätig. Nach dem Tod Karls verfasste er seine berühmte Biographie des Kaisers, die an antiken Vorbildern orientiert war. Petrus von Pisa war ein lateinischer Grammatiker, der ebenfalls an den Karlshof berufen wurde und Karl Lateinunterricht erteilte. Der langobardische Gelehrte Paulus Diaconus hatte in Italien im Königsdienst gestanden und war 782 an den Hof Karls gekommen, wo er vier Jahre blieb und wirkte. Der Patriarch Paulinus II. von Aquileia verfügte über ein breit gefächertes Wissen. Theodulf von Orléans war ein überaus belesener und gebildeter westgotischer Theologe und Dichter. Er verfasste für Karl die Libri Carolini. Aus Irland stammten die Gelehrten Dungal und Dicuil, die sich mit naturwissenschaftlichen Studien beschäftigten. Karl konnte sich bei seinen kulturellen Bestrebungen noch auf weitere Personen in seinem Umfeld stützen, darunter Arn von Salzburg, Angilbert, die mit dem Herrscher verwandten Brüder Adalhard und Wala sowie seine Schwester Gisela (gestorben 810, seit 788 Äbtissin von Chelles). Der Hof und die Hofschule gaben Impulse für eine kulturelle Erneuerung, wobei auch die karolingische Kirche als zentraler Kulturträger reformiert wurde.

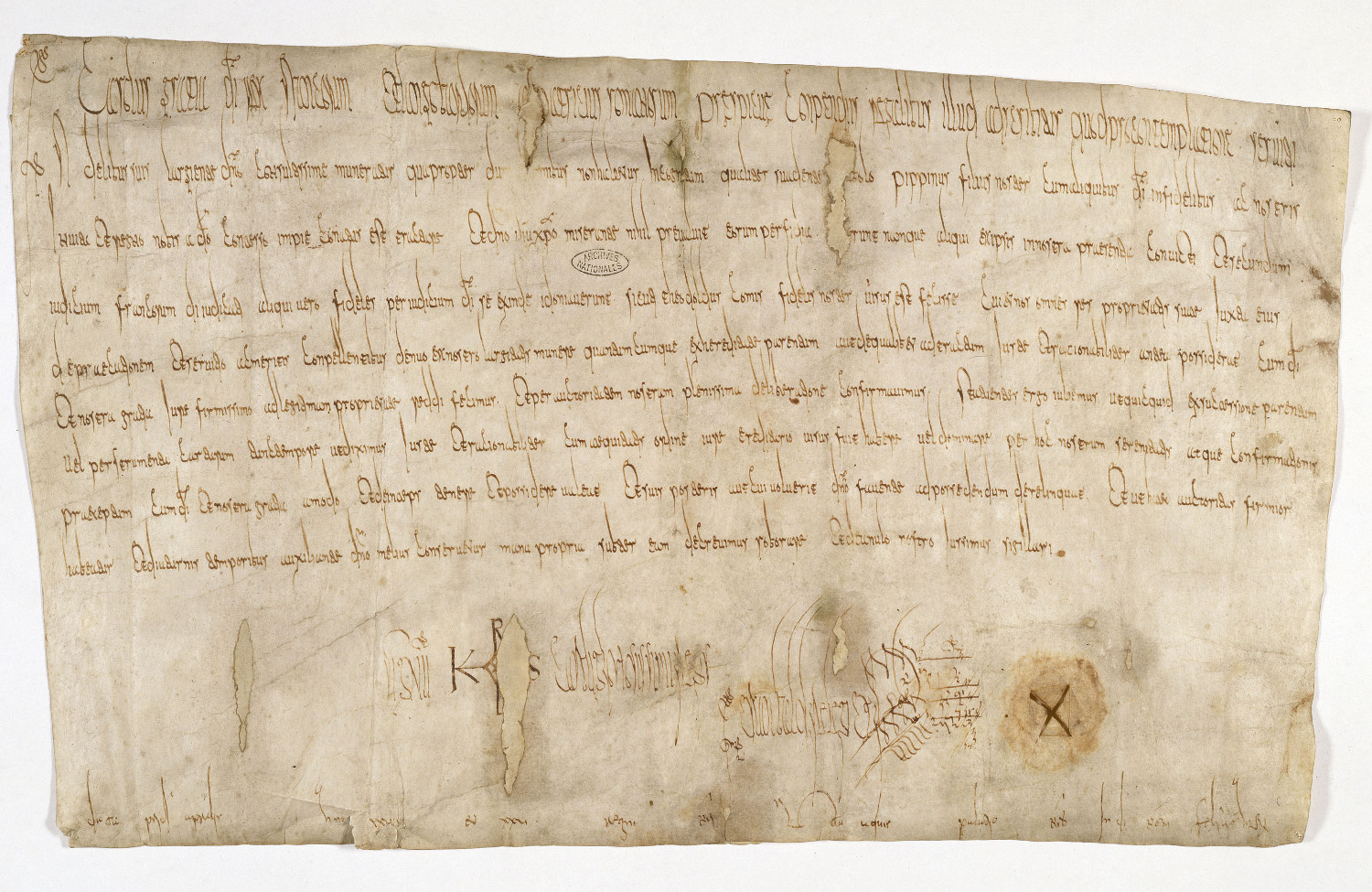
In der Pfalz zu Aachen am 31. März 797 ausgestelltes Diplom König Karls (Regesta Imperii I, n. 336). Rechts neben der Signumzeile der Kontrollvermerk von Karls Kanzleichef: Ercanbaldus relegi; daneben Tironische Noten und die Stelle, an der das heute verlorene Siegel befestigt war.

In der Regel zweimal im Jahr wurden Hoftage als Versammlungen des Königs und der Großen des Reiches einberufen, um anstehende politische Fragen zu klären oder Streitigkeiten zu schlichten. Herrschaft war im Frühmittelalter ganz wesentlich an einzelne Personen gebunden, es existierten faktisch keine „staatlichen Institutionen“ (und damit kein abstrakter Begriff wie Staatlichkeit) losgelöst von diesen personalen Herrschaftsstrukturen. Dennoch etablierten die Karolinger eine für die zeitgenössischen Verhältnisse relativ effektive Verwaltungsstruktur. Karl beseitigte die letzten Reste der älteren Stammesherzogtümer, mit Tassilo III. war 788 der letzte Herzog abgesetzt worden. Die Verwaltung im Reich lag nun (wie bereits teils in merowingischer Zeit) vor allem in den Händen der Grafen. Diese fungierten nicht nur als Heerführer, sondern im Rahmen der sogenannten Grafschaftsverfassung auch als königliche Amtsträger bei der Ausübung der Regalien. In bestimmten Bereichen waren sie Stellvertreter des Königs (Mark-, Burg- und Pfalzgrafen). Besondere Bedeutung erlangten die Markgrafen: In ihrem Amt bündelten sich verschiedene Kompetenzen in den neuen Grenzmarken, wo sie über weitreichende Sonderrechte verfügten. Die Übertragung von Ämtern und Gütern an ausgesuchte Adelsfamilien sicherte deren Loyalität und begründete eine neue Reichsaristokratie, die an der Königsherrschaft partizipierte; es handelte sich damit in der Zeit Karls noch nicht um vererbbare, sondern verliehene Ämter. Das Karolingerreich war ein Vielvölkerreich, über das die Franken nicht alleine herrschten, sondern in das auch andere ethnische Gruppen eingebunden waren. Einer effektiveren Herrschaftsdurchdringung sollten die sogenannten Königsboten (missi dominici) dienen. Diese wurden paarweise entsandt, je ein weltlicher und ein geistlicher Bote (in der Regel ein Graf und ein Bischof), um Anweisungen und Erlasse durchzusetzen und Abgaben einzutreiben, aber auch zur Demonstration der königlichen Herrschaftspräsenz und zur Kontrolle vor Ort. Sie konnten in einem zugeteilten Bezirk wenn nötig die unmittelbare Herrschaftsgewalt ausüben und Urteile fällen. Es waren die missi, welche den Treueeid abnahmen, den im Jahr 789 alle männlichen Bewohner des Reiches ab dem Alter von zwölf Jahren dem König leisten mussten. Damit war Karl bestrebt, die Loyalität seiner Untertanen weiter zu sichern. Der Eid wurde 802 erneut eingefordert.
Grundlage einer effektiven Verwaltung war neben der herrschaftlichen Infrastruktur die Schriftlichkeit. Die Anzahl ausgestellter Urkunden kann als Indikator für die herrschaftliche Durchdringung des Reichsgebiets dienen. 164 als echt angesehene Urkunden Karls sind überliefert, doch handelt es sich dabei nur um den im Original oder abschriftlich erhaltenen Teil der insgesamt weit zahlreicheren Urkunden, die Karl ausstellte. Einige Inhalte verlorener Urkunden lassen sich aus anderen erhaltenen Quellen gewinnen (Deperdita). Die frühen Merowingerkönige hatten in ihrer Kanzlei zunächst hauptsächlich schriftkundige Laien beschäftigt, in der Folgezeit wurden aber Schreib- und Lesekenntnisse nur noch Geistlichen vermittelt. Die Schriftkenntnisse im Frankenreich waren seit dem 7. Jahrhundert rückläufig, das Latein verwilderte zunehmend. Die sogenannte Bildungsreform Karls diente denn auch nicht nur einer kulturellen Neubelebung, sondern war auch ein wichtiger Baustein zur Sicherstellung einer effizienten Herrschaftspraxis. Karls Reformen zielten auf eine umfassende Neuordnung im kirchlichen, kulturellen und herrschaftlichen Bereich ab.

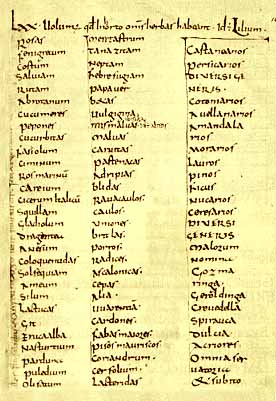
Kapitel 70 des Capitulare de villis vel curtis imperii

Ein wichtiges Instrument der Königsherrschaft war die Gesetzgebung, von der Karl ausgiebig Gebrauch machte. Mit den sogenannten Kapitularien wurde eine weitgehend einheitliche Gesetzgebung geschaffen, das Gerichtswesen und die Rechtsprechung wurden ebenfalls reformiert. Eine berühmte Quelle für die Wirtschaftsgeschichte, speziell für die Agrarwirtschaft und den Gartenbau, ist die Landgüterverordnung Capitulare de villis vel curtis imperii, die Karl der Große als detaillierte Vorschrift über die Verwaltung der Krongüter erließ. Damit wollte er offenbar eine reibungslose Versorgung des Königshofs sicherstellen. Im März 789 erließ Karl das Kapitular Admonitio generalis. Es war ein „programmatisches Kapitular“, das eine allgemeine Ermahnung beinhaltet und sich gegen Missstände in der Kirche und im Reich richtete. In 82 Kapiteln wurde auf die kirchliche Neuordnung, Belebung des Wissens und Bekämpfung von Häresie und Aberglauben eingegangen und allgemein auf eine bessere Lebensführung der Untertanen hingewirkt. Es wurde für Frieden und Eintracht geworben, unerwünschte Faktoren wie Hass, Neid und Zwietracht wurden verurteilt, wobei sich mehrere direkte Anweisungen an den Klerus und nur relativ wenige an alle Untertanen richteten. Diese Ermahnungen und Anordnungen waren Bestandteil eines umfassenden Reformprogramms, das die Bildungsreform einschloss und das Karl zwar nicht selbst erarbeitet, aber maßgeblich gefördert und vorangetrieben hatte. Das gesamte Leben im Reich sollte sich an dem Programm der Admonitio generalis orientieren, die Durchführung wurde den missi übertragen.
Karl erzielte damit allerdings keinen vollen Erfolg. Das ist nicht nur auf die Unzulänglichkeit seiner Herrschaftsmittel, sondern auch auf Begehrlichkeiten und Übergriffe der Großen zurückzuführen. Karl erkannte durchaus, dass die bestehenden Verhältnisse seinen Vorstellungen von Ordnung und Recht oft faktisch Grenzen setzten, und reagierte darauf, etwa indem er sich 802 um eine Neuordnung der missi bemühte. In seinen Kapitularien betonte Karl unter anderem den Schutz der Freien und prangerte teilweise kirchliche Begehrlichkeiten an. Der Schutz der Armen (pauperes) war Bestandteil des königlichen Aufgabenkatalogs, und Karl bemühte sich um eine zumindest teilweise Verbesserung der Lebensbedingungen für die ärmeren Schichten und auch für Unfreie, denen sich sogar gewisse Aufstiegsmöglichkeiten eröffneten. Die Juden, von denen manche traditionell als Fernhändler aktiv waren, genossen königlichen Schutz.

### Kirchenpolitik
Eine herausragende Rolle bei der Neuordnung und Festigung im Innern spielte die Kirche, die über eine zusätzliche, sich über das gesamte Reich erstreckende Infrastruktur verfügte. Das Zusammenspiel zwischen Königtum und Kirche war keine grundsätzliche Neuerung, da dies im Frühmittelalter allgemein von besonderer Bedeutung war. Bereits die Merowinger hatten die Kirche in ihre Herrschaftskonzeption eingebunden und daran hatten die frühen Karolinger angeknüpft. Karl forcierte diesen Prozess aber zusätzlich durch den massiven Ausbau der klerikalen Infrastruktur. So wurden zahlreiche neue Klöster gegründet und Bistümer eingerichtet, wobei sich Karl das Recht vorbehielt, die Bischöfe selbst zu ernennen. Des Weiteren ließ Karl der Kirche umfangreiche Schenkungen und Begünstigungen zukommen, ebenso wurden kirchliche Reformen durchgeführt. Die Einführung der Metropolitanverfassung, die regelmäßige Abhaltung von Synoden im Beisein des Königs und die Durchführung von Visitationen stärkten das Band zwischen König und Kirche. Die umfassende Bildungsreform Karls betraf vor allem die Kirche, die von der Hebung des Bildungsstandes und von den Maßnahmen zur Beseitigung kirchlicher Missstände profitierte.
Karl verstand sich nicht nur als Förderer der Kirche, sondern durchaus auch als Herr des Reichsepiskopats. In kirchlichen Fragen hatte er großen Einfluss. Allgemein konnte er sich auf die Bischöfe stützen, die überwiegend aus den lokalen Adelsfamilien stammten und sowohl im geistlichen wie im weltlichen Bereich eine wichtige Rolle spielten. Glaube und Politik waren im Mittelalter oft eng verzahnt. Karl, der auch den Titel defensor ecclesiae („Verteidiger der Kirche“) trug, war nicht nur gläubig, er war auch bestrebt, seine Rolle als christlicher Herrscher in reale Politik umzusetzen. Dies spiegelt sich in zahlreichen Erlassen des Kaisers wider, nicht zuletzt im Rahmen der Verlautbarungen zur Bildungsreform, wo die Anwendung des geschriebenen Wortes bei der Gottesverehrung von zentraler Bedeutung war. In einem wohl im Auftrag Karls geschriebenen Brief Alkuins an Papst Leo III. aus dem Jahr 796 wird deutlich, dass der Kaiser der Bekämpfung der „Ungläubigen“ im Ausland und der Festigung des Glaubens im Inneren hohe Priorität einräumte. Karl setzte auf eine aktive Missionierungspolitik, so vor allem in Sachsen. Diese wurde teils mit erheblicher Gewalt durchgeführt, was etwa Alkuin, der auf der Freiwilligkeit des Glaubens beharrte, explizit kritisierte. Hinzu kam, dass der kirchlichen Lehrmeinung zufolge eine Person erst im Glauben unterwiesen werden musste, bevor sie sich freiwillig dazu bekannte. Die bekehrten Sachsen waren aber nur sehr oberflächlich mit dem Christentum bekannt gemacht worden, während strenge Gesetze die anschließende Einhaltung sicherstellen sollten; eine verstärkte Mission bei den Sachsen setzte nach 785 ein. Im Inneren drang Karl auf eine christliche Lebensführung seiner Untertanen, eine stärkere „Verchristlichung der Gesellschaft“, so beispielsweise hinsichtlich der Einhaltung der zehn Gebote und des Sonntagsgebots.

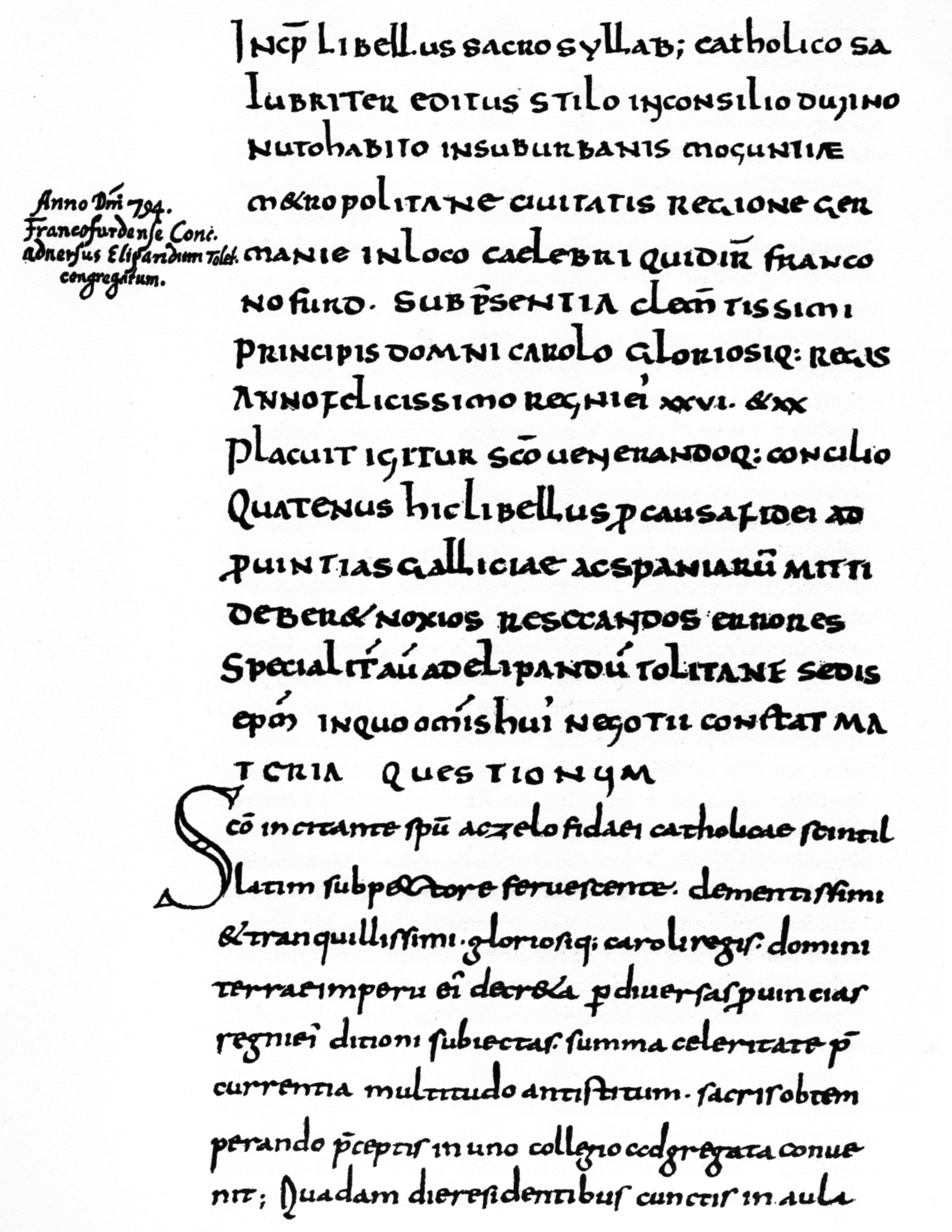
Erwähnung Frankfurts am Main als Franconofurd im Sacrosyllabus des Paulinus von Aquileia aus dem Jahr 794. Bayerische Staatsbibliothek München, clm 14468, fol. 42-42v.

Zentrum der karolingischen Kirchenpolitik war seit Ende des 8. Jahrhunderts Aachen, wenngleich sich dort kein Bischofssitz befand. Nach 794 fanden Synoden im Beisein des Königs nur noch in Aachen statt. In den folgenden Jahren kümmerte sich Karl immer wieder auf Synoden um kirchliche Probleme. Während in Byzanz im 8. und 9. Jahrhundert der Bilderstreit entbrannte, beschäftigte man sich im Frankenreich auf der Synode von Frankfurt 794 mit der religiösen Bilderverehrung, die man schließlich ablehnte. Die von Pippin in die Wege geleitete Reform der Liturgie nach römischem Vorbild wurde weitergeführt. Auf dem Konzil von Aachen (809) wurde die sogenannte Filioque-Formel für verbindlich erklärt. Karls Sohn und Nachfolger Ludwig der Fromme knüpfte an diese Tradition an und hielt weitere Synoden in Aachen ab, bevor die karolingische Zentralgewalt in den Nachfolgekämpfen zerbrach.
Die seit der Königszeit Pippins praktizierte Kooperation mit dem Papsttum wurde fortgesetzt, von der beide Seiten stark profitierten. Papst Stephan II. hatte das neue fränkische Königsgeschlecht legitimiert, während die Franken als neue weltliche Schutzmacht des Papstes fungierten. Über die Umstände des ersten Zusammentreffens zwischen Pippin und Papst Stephan II. im Jahr 754 variieren jedoch die Quellenberichte. In der Fortsetzung der Fredegarchronik (Continuatio Fredegarii) wird geschildert, dass der damals wohl fünfjährige Karl dem Papst mit einer Delegation entgegengeeilt war, um Stephan II. im Frankenreich zu begrüßen und in die Pfalz nach Ponthion zu begleiten. Dort wurden Pippin und mehrere fränkische Große vom Papst reich beschenkt. Der Bericht in der Lebensbeschreibung Stephans im Liber Pontificalis weicht davon an einem entscheidenden Punkt ab. Demnach ist hier Karl ebenfalls dem Papst entgegengekommen, doch auch Pippin hat den Papst eine Wegstunde von der Pfalz in Ponthion entfernt feierlich empfangen und sich vor ihm sogar zu Boden geworfen. Diese Abweichung ist auf den jeweiligen Charakter der Quellen zurückzuführen, in denen die entsprechenden Rituale den Lesern gegenüber anders gedeutet wurden und jeweils der König bzw. der Papst hervorgehoben wurde.
Karl nutzte günstige Gelegenheiten, um seinen eigenen Einfluss zu vergrößern. So unternahm er zwar 773/74 auch zum Schutz des Papstes vor den Langobarden den Italienfeldzug, gliederte die eroberten Gebiete aber weitgehend seinem Reich ein. Die grundsätzliche Frage, wie das Verhältnis zwischen dem fränkischen König und dem Papst ausgestaltet war, gewann nach der Kaiserkrönung zu Weihnachten 800, auf die Karl selbst hingearbeitet hatte, neue Aktualität. Kaisertum und Papsttum waren beide Universalgewalten und keine Seite konnte eine formale Unterordnung unter die jeweils andere unwidersprochen akzeptieren. Doch zur Zeit der Kaiserkrönung war Karl in einer politisch weitaus günstigeren Position, während Papst Leo III. aufgrund seiner schwachen Stellung in Rom faktisch vom Kaiser abhängig war. Allerdings gewann das Papsttum schon kurz nach Karls Tod neuen Handlungsspielraum. Das Papsttum erreichte unter Nikolaus I. im 9. Jahrhundert einen neuen Höhepunkt, eine gewisse „Weltstellung“, bevor der päpstliche Einfluss im späten 9. Jahrhundert verfiel und das Papsttum in der Folgezeit von stadtrömischen Kreisen und dann bis ins frühe 11. Jahrhundert oft von starken Kaisern dominiert wurde.

### Karolingische Bildungsreform

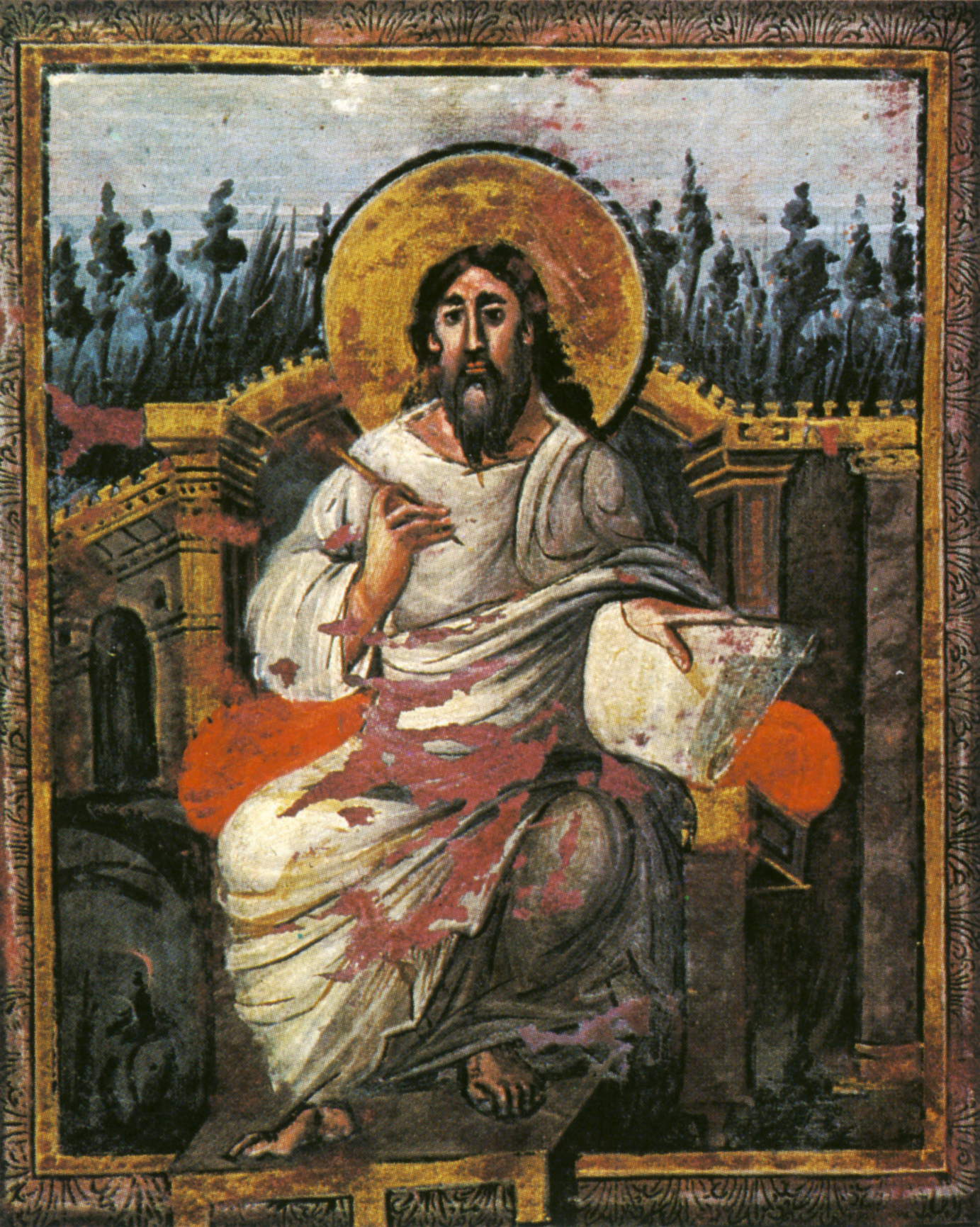
Der Evangelist Johannes im Wiener Krönungsevangeliar, Weltliche Schatzkammer, Inv.-Nr. XIII 18, fol. 178^{v}

Im Frankenreich war die lateinische Sprache im 7./8. Jahrhundert zunehmend „verwildert“, das proto-romanische Vulgärlatein hatte sich sowohl in der Morphologie als auch in der Syntax weit vom „klassischen“ antiken Latein entfernt. Auch die kirchlichen Bildungseinrichtungen verfielen. Griechischkenntnisse waren im Westen kaum noch vorhanden, aber auch korrektes Latein musste von Romanen neu erlernt werden. Der sprachliche Verfall wurde im Karolingerreich seit Ende des 8. Jahrhunderts durch gezielte Maßnahmen der Kulturförderung aufgehalten und umgekehrt. Diese neue Aufschwungphase wird oft als karolingische Renaissance bezeichnet. Der Begriff „Renaissance“ ist aus methodischen Gründen allerdings sehr problematisch. Im Frankenreich handelte es sich nicht um eine „Wiedergeburt“ des klassischen antiken Wissens, sondern nur um eine Reinigung und Vereinheitlichung des bestehenden Kulturguts. Für die Karolingerzeit spricht man aus diesem Grund heute eher von der karolingischen Bildungsreform. Es ging darum, die „Weisheit der Alten“ zu erneuern, wobei die Grundlage der frühmittelalterlichen Bildung im Westen die aus der Spätantike bekannten septem artes liberales bildeten. Den Anstoß für die Bildungsreform gab wohl die Reform der fränkischen Kirche durch Bonifatius Mitte des 8. Jahrhunderts. Diese kulturelle Erneuerung wurde auch durch externe Impulse gefördert, da das geistige Leben in England und Irland schon zuvor eine Wiederbelebung erfahren hatte und die Schriftkultur zunehmend erstarkte, wie etwa das Wirken des Beda Venerabilis im frühen 8. Jahrhundert zeigt. Angelsachsen wie der gebildete Alkuin spielten denn auch im Gelehrtenzirkel der sogenannten Hofschule eine Rolle.

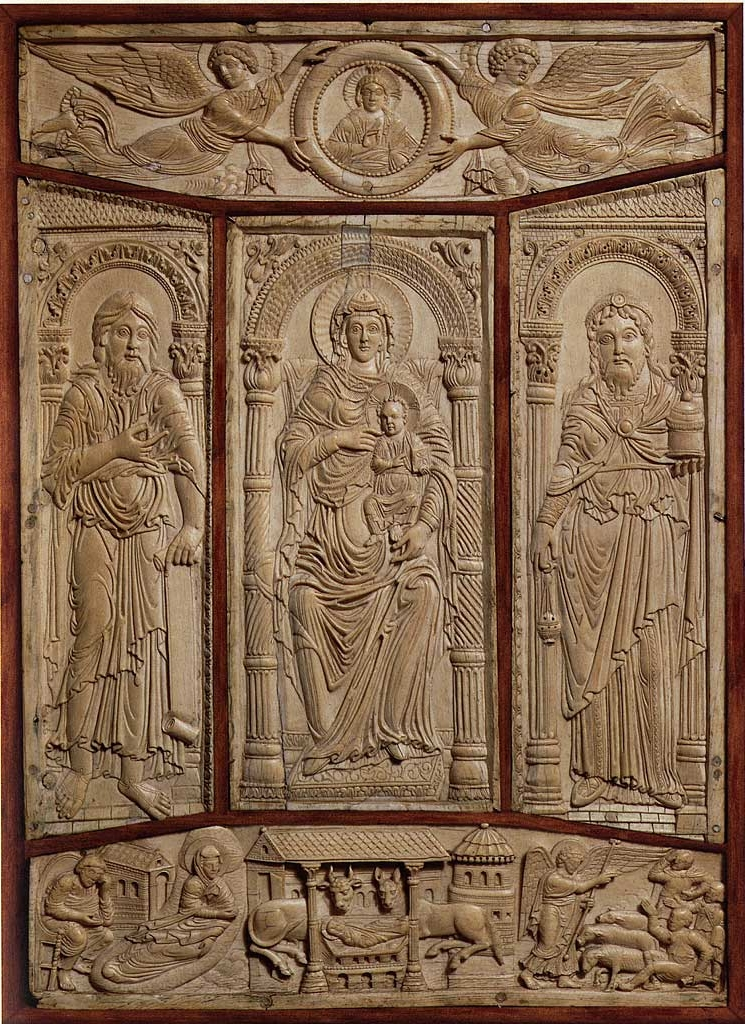
Elfenbeintafel vom Buchdeckel des Lorscher Evangeliars, Victoria and Albert Museum, London

Karl selbst war keineswegs ungebildet und interessierte sich sehr für Kultur. Er förderte die Bildungsreform nach Kräften, die Umsetzung aber war maßgeblich Alkuins Verdienst. Der Schlüsselbegriff dafür lautete correctio. Damit war gemeint, dass die lateinische Schrift und Sprache, also die Grundlage für den kulturellen und geistlichen Diskurs im lateinischen Westen, sowie der Gottesdienst zu „berichtigen“ waren. Das vorhandene Bildungsgut sollte systematisch gesammelt, gepflegt und verbreitet werden. Dazu diente auch die Einrichtung einer stetig erweiterten Hofbibliothek. In der berühmten Admonitio generalis aus dem Jahr 789 wird auch das Bildungsprogramm explizit angesprochen. Die Klöster wurden unter anderem ermahnt, Schulen einzurichten, auf die Bildung der Priester und auf die korrekte Wiedergabe der Texte beim Kopieren zu achten; Korrekturbedürftiges sei zu korrigieren. Die Reform der Kloster- und Domschulen war auch aus religiösen Gründen von Bedeutung, da der Klerus auf möglichst genaue Sprach- und Schriftkenntnisse angewiesen war, um die Vulgata, die lateinische Bibelfassung, auslegen und theologische Schriften erstellen zu können. Dies ist ein zentraler Gedanke der Reform: Eindeutigkeit des geschriebenen und gesprochenen Wortes seien für eine wirksame Gottesverehrung unerlässlich. Damit wurde „Wissenschaft“ in den Dienst des Glaubens gestellt. Die lateinische Schriftsprache wurde bereinigt und verbessert. Als neue Schriftart setzte sich die karolingische Minuskel durch, die als Schreibschrift gut geeignet war. Es wurde sehr auf eine nach antikem Maßstab korrekte Grammatik und Schreibweise Wert gelegt, wodurch das stilistische Niveau angehoben wurde.
Im kirchlichen Bereich wurde unter anderem die Liturgie überarbeitet, Homiliensammlungen wurden erstellt, und die Beachtung der kirchlichen Regeln wurde eingefordert. Auch im administrativen Bereich kam es zu Änderungen. Die kirchlichen Bildungseinrichtungen wurden verstärkt gefördert. Außerdem wurde eine revidierte Fassung der Vulgata im großen Format in vielen Exemplaren angefertigt, die sogenannten Alkuinbibeln. Ältere Schriften wurden durchgesehen und korrigiert, Kopien erstellt und verbreitet. Die Hofschule wurde zum Lehrzentrum, was auf das gesamte Frankenreich ausstrahlte. Mehrere Klöster wurden neu gegründet oder erlebten einen erheblichen Aufschwung, so unter anderem St. Gallen, Reichenau, St. Emmeram, Mondsee und Fulda. Sie waren Hauptträger der Bildungsreform und wurden deshalb vielfach erweitert. Im Kloster Fulda beispielsweise entwickelte sich unter Alkuins Schüler Rabanus Maurus eine ausgeprägte literarische Kultur. So kam neben dem Königshof mehreren Klöstern und Bischofssitzen eine zentrale Rolle bei der Bildungsreform zu. Die Forschung hat für die Zeit um 820 neben dem Aachener Hof 16 „Schriftprovinzen“ identifiziert, jede mit mehreren Skriptorien.
Die Bildungsreform sorgte für eine deutliche Stärkung des geistigen Lebens im Frankenreich. Die literarische Produktion stieg nach dem starken Rückgang seit dem 7. Jahrhundert spürbar an, auch Kunst und Architektur profitierten davon. Noch erhaltene antike lateinische Texte sowohl von paganen als auch von christlichen Verfassern wurden nun wieder zunehmend herangezogen, gelesen, verstanden und vor allem kopiert, wobei der Aufwand für die Buchproduktion nicht unerheblich war. Wichtige kirchliche Texte wurden von sprachlichen Verwilderungen gereinigt und in Musterexemplaren zur Vervielfältigung bereitgestellt. Von der Hofbibliothek aus wurden seltene Texte den Kathedral- und Klosterbibliotheken zur Abschrift zur Verfügung gestellt. Buchbestände wurden gesichtet und schriftlich in Katalogen erfasst, neue Bibliotheken eingerichtet. Besonders nachgefragt waren Ovid und Vergil, daneben wurden unter anderem Sallust, Quintus Curtius Rufus, Sueton und Horaz wieder zunehmend gelesen. Die karolingische Bildungsreform hatte somit für die Überlieferung antiker Texte eine große Bedeutung. Diese sind zu einem großen Teil nur deshalb erhalten geblieben, weil sie im Rahmen der Bildungsreform neu kopiert und damit gerettet wurden. Die Kopiertätigkeit schärfte gleichzeitig die Lateinkenntnisse, so dass es auch zu einem qualitativen Anstieg der Latinität kam. Des Weiteren ließ Karl „barbarische“ (d. h. germanische, volkssprachliche) „alte Heldenlieder“ aufschreiben, doch ist die Sammlung nicht erhalten. Die Bildungsreform stärkte auch die Entwicklung der volkssprachigen Literatur, so des Althochdeutschen. Zentren altdeutscher Überlieferung waren später unter anderem die Klöster Fulda, Reichenau, St. Gallen und Murbach. Fragmentarisch erhalten ist etwa das Hildebrandslied, ein althochdeutsches Heldenlied (um 830/40).

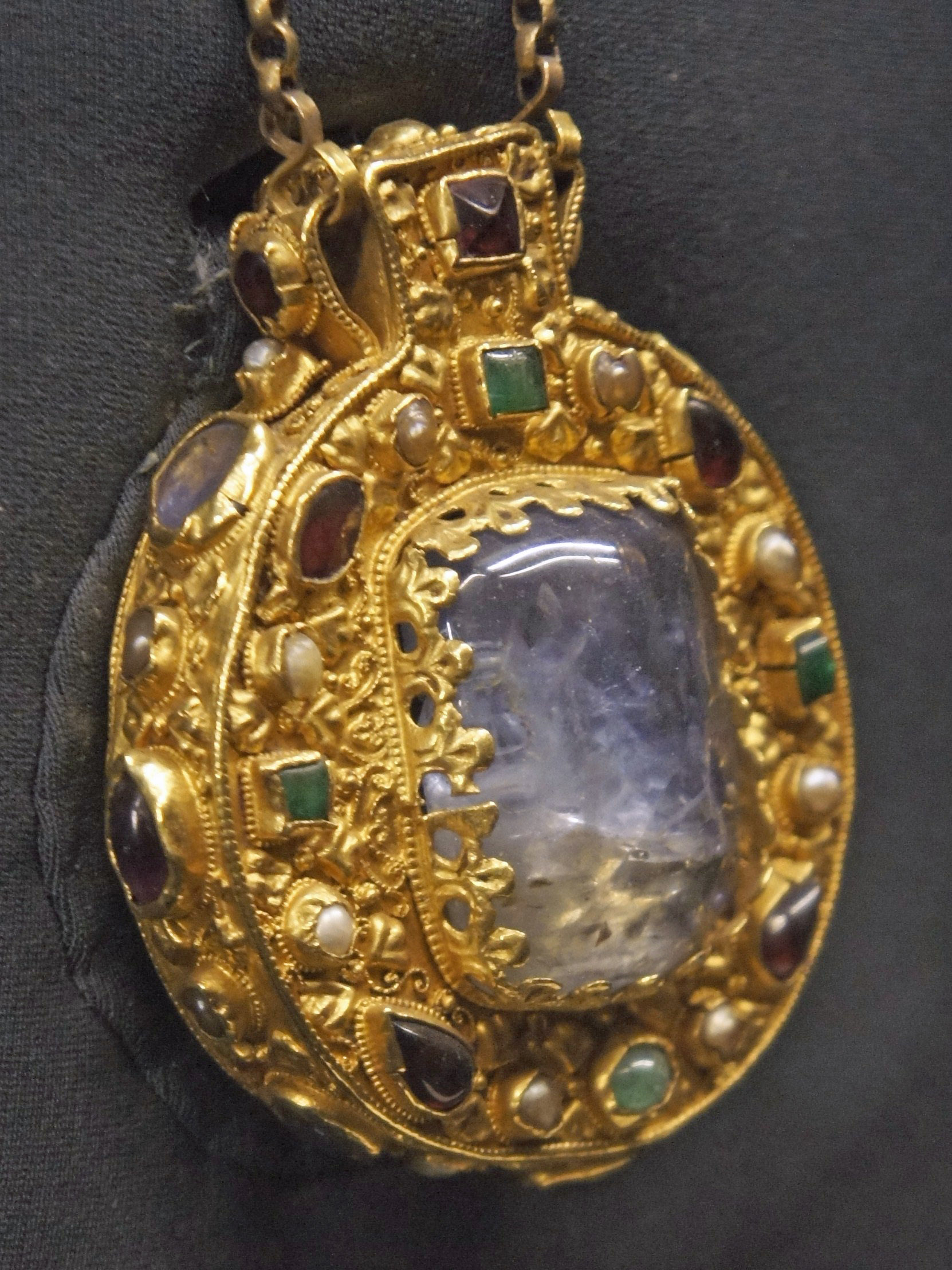
Talisman Karls des Großen, Reims, Musee du Palais du Tau

Die Zeit der karolingischen Bildungsreform war auch eine Blütezeit der Kunst, vor allem der Goldschmiedearbeiten, zu denen der sogenannte Talisman Karls des Großen zählt, und der Buchkunst. Der hohe Stellenwert von Kultur und Kunst am Hof Karls des Großen, wo diese Entwicklung stark gefördert wurde, drückte sich in zahlreichen Werken aus. In mehreren Werkstätten des Reiches entstanden (oft in arbeitsteiligen Prozessen) wertvolle und meisterhaft „illuminierte“ (illustrierte) Bilderhandschriften, so an der berühmten Hofschule Karls des Großen in Aachen, auch als Ada-Schule bekannt, die insbesondere durch das Ada-Evangeliar Berühmtheit erlangte. Zu dieser Produktion zählt etwa das Godescalc-Evangelistar, das zu Beginn der 780er Jahre angefertigt wurde. An der Hofschule entstanden unter anderem der Dagulf-Psalter und sehr wahrscheinlich auch das Lorscher Evangeliar. Einen starken Impuls gab die einige Zeit in Aachen arbeitende Gruppe von Künstlern, die das eine eigene Gruppe begründende Wiener Krönungsevangeliar schuf. Der Stil der karolingischen Buchkunst variiert nach der jeweils tätigen Gruppe; immer wieder treten Reminiszenzen an Werke der spätantiken und byzantinischen Buchmalerei auf. Daneben wurden kunstvolle, edelsteinbesetzte und häufig mit elfenbeinernen Reliefschnitzereien geschmückte Prachteinbände für die Handschriften angefertigt.

### Tod und Nachfolge

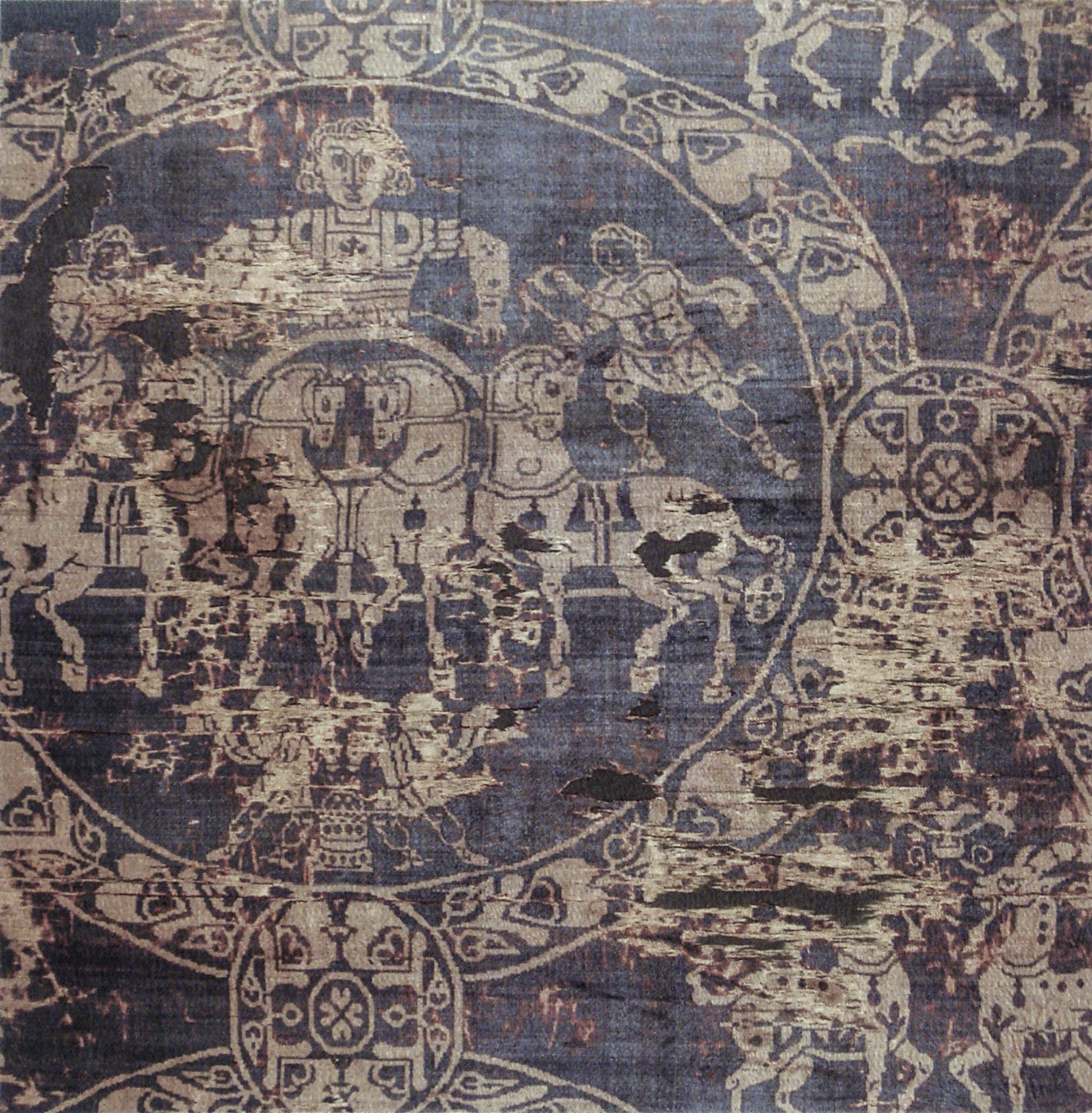
Der sogenannte Quadrigastoff (Musée national du Moyen Âge, Paris), ein byzantinisches, wohl gegen Ende des 8. Jahrhunderts hergestelltes Samitgewebe, gehörte vermutlich zu den bei Karls Begräbnis verwendeten Leichentüchern.

Am 28. Januar 814 starb Karl der Große in Aachen. Einhard berichtet, dass sich der ansonsten gute Gesundheitszustand des Kaisers in seinen letzten Jahren verschlechtert habe. Ende Januar 814 litt Karl plötzlich unter einem hohen Fieber, hinzu kamen Schmerzen in der Seite; möglicherweise handelte es sich dabei um eine Rippenfellentzündung. Karl fastete und glaubte, so die Krankheit auskurieren zu können, doch verstarb er kurz darauf und wurde in der Aachener Pfalzkapelle beigesetzt. Ob er schon damals in dem sogenannten Proserpina-Sarkophag beigesetzt wurde, ist umstritten. Der genaue Ort der ursprünglichen Grablege in oder an der Pfalzkapelle ist unbekannt. Dem Bericht Einhards zufolge stellte man über dem Grab einen vergoldeten Arkadenbogen mit einem Bildnis Karls und einer Inschrift auf.

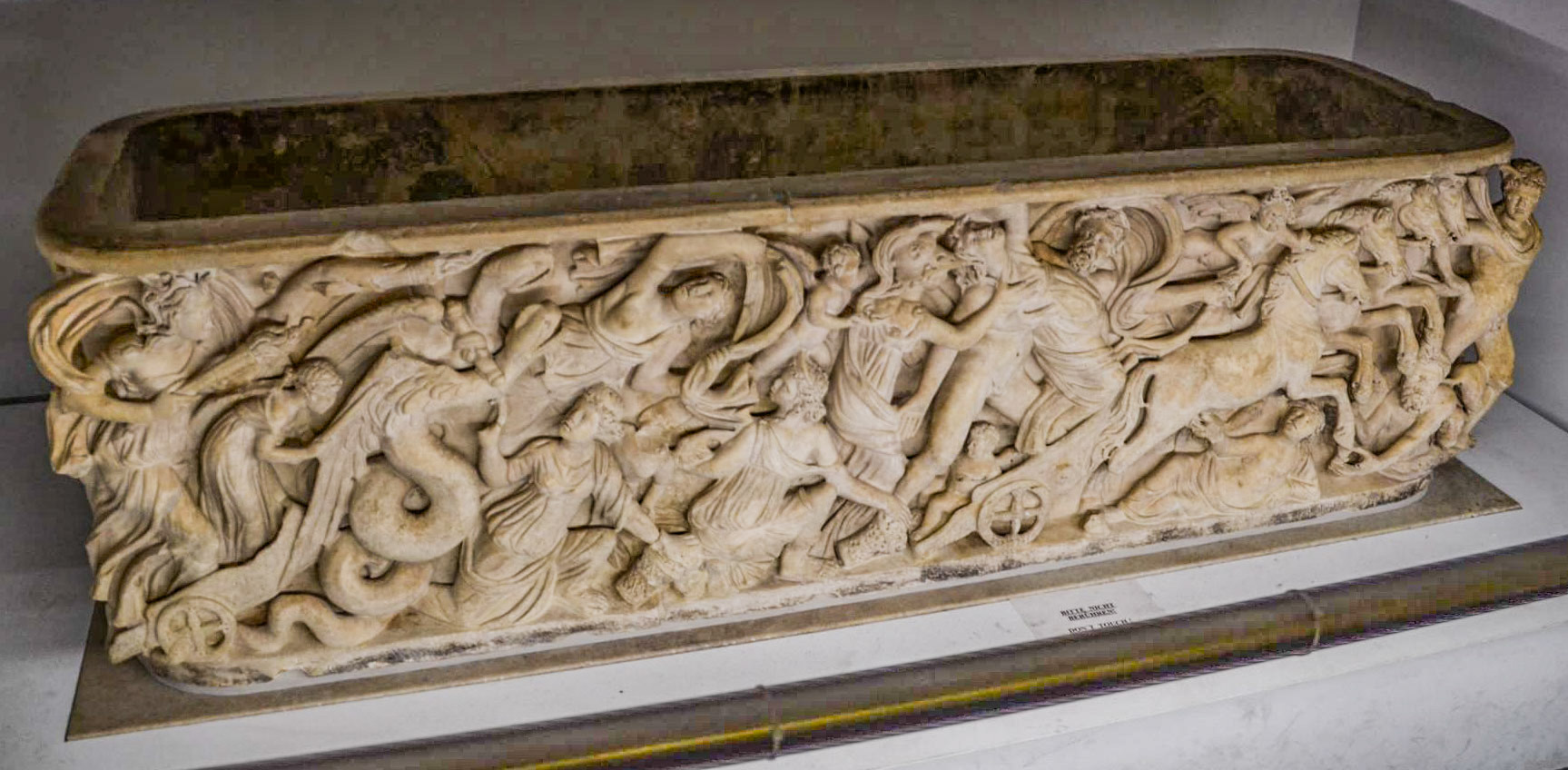
Proserpina-Sarkophag, ehemals Grablege Karls des Großen, Aachener Domschatzkammer

Seit 810 hatte Karl unter Fieberanfällen gelitten, im folgenden Jahr hatte er sein persönliches Testament gemacht. Angesichts seines sich verschlechternden Gesundheitszustands war er in seinen letzten Jahren um das Wohl des Reiches besorgt. Er hatte bereits frühzeitig Vorkehrungen für den Fall seines Todes getroffen. 806 hatte er in einem politischen Testament einen Reichsteilungsplan verfasst, die sogenannte Divisio Regnorum.
Nachdem aber seine beiden älteren Söhne verstorben waren, hatte Karl im September 813 auf einem Hoftag seinen Sohn Ludwig, seit 781 Unterkönig in Aquitanien, zum Mitkaiser erhoben und dabei (wohl nach dem byzantinischen Vorbild) auf eine Beteiligung des Papstes verzichtet. Vater und Sohn standen sich nicht besonders nahe, doch Ludwig war der letzte verbliebene Sohn aus Karls Ehe mit Hildegard und somit der nächste legitime Anwärter. All dies lässt erkennen, dass Karl sehr darum bemüht war, einen möglichst reibungslosen Übergang zu sichern. Allerdings sollte die Reichseinheit in der Regierungszeit Ludwigs aufgrund innerer Konflikte doch zerbrechen. Dies führte zur Entstehung des West- und des Ostfrankenreichs, den „Keimzellen“ der späteren Länder Frankreich und Deutschland.
Die Gebeine Karls liegen versiegelt im Karlsschrein, der im Chorraum des Doms von Aachen aufgestellt ist. Der linke Schienbeinknochen wurde 2010 Wissenschaftlern um Frank Rühli, dem Leiter des Swiss Mummy Projects an der Universität Zürich, zur Untersuchung zur Verfügung gestellt. Sie schätzen die Körpergröße Karls des Großen auf 1,84 Meter. 2019 haben Frank Rühli und der Anthropologe Joachim Schleifring eine Analyse der Knochen Karls veröffentlicht.

## Ehen und Nachkommen

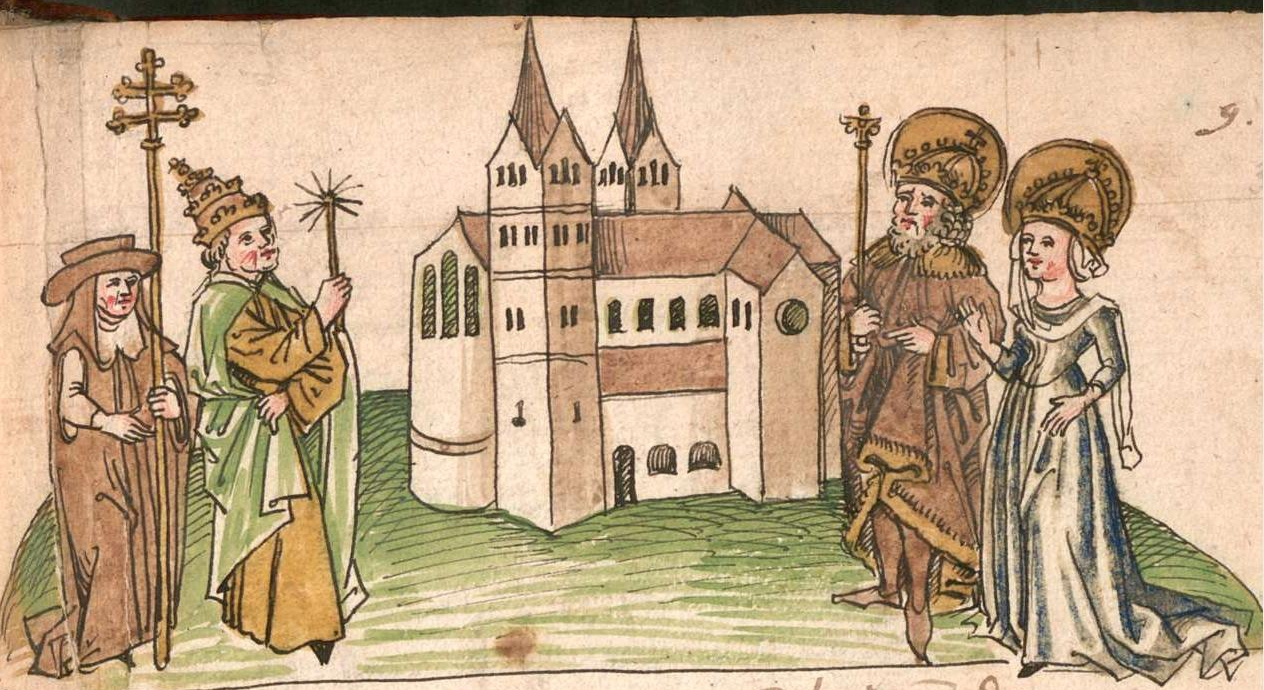
Ausschnitt aus der Kemptener Klosterchronik von 1499: Hildegard ist gemeinsam mit Karl dem Großen rechts als Begüterin und Gründerin des Kemptener Klosters abgebildet.

Karl war sicher viermal verheiratet, eventuell handelte es sich auch um fünf Ehen. Hochzeiten des Hochadels waren in erster Linie politische Verbindungen. Über die Herkunft von Karls erster Ehefrau Himiltrud ist allerdings nichts bekannt. Sie schenkte Karl einen Sohn, der den Leitnamen Pippin erhielt. Pippin, der sich offenbar innerhalb der Rangfolge im Reich zurückgesetzt sah, erhob sich 792 erfolglos gegen Karl. Er wurde anschließend in der Abtei Prüm inhaftiert und starb 811. Karls zweite Ehefrau war die Tochter des Langobardenkönigs Desiderius; ihr richtiger Name ist unbekannt, in der Forschung wird oft Desiderata angegeben. Diese Heirat erfolgte im Rahmen der Pläne von Karls Mutter Bertrada, doch Karl verstieß seine langobardische Ehefrau 771.
Stattdessen heiratete er kurz danach die sehr junge Hildegard, die mütterlicherseits aus dem alemannischen Hochadel stammte. Sie gebar ihm insgesamt neun Kinder, vier Jungen (Karls späteren Nachfolger Ludwig sowie Karl, den als Kleinkind verstorbenen Lothar und einen weiteren Sohn namens Pippin) und fünf Mädchen (Rotrud, Bertha, Gisela und die zwei als Kleinkinder verstorbenen Adalhaid und Hildegard). Karls Ehe mit Hildegard und die Königin selbst werden in den Quellen besonders positiv hervorgehoben. Karl war Hildegard besonders zugetan; sie begleitete ihren Mann auf mehreren Reisen und wird in einer Urkunde völlig untypisch sogar als dulcissima coniux („allersüßeste Gattin“) bezeichnet. Sie starb 783.

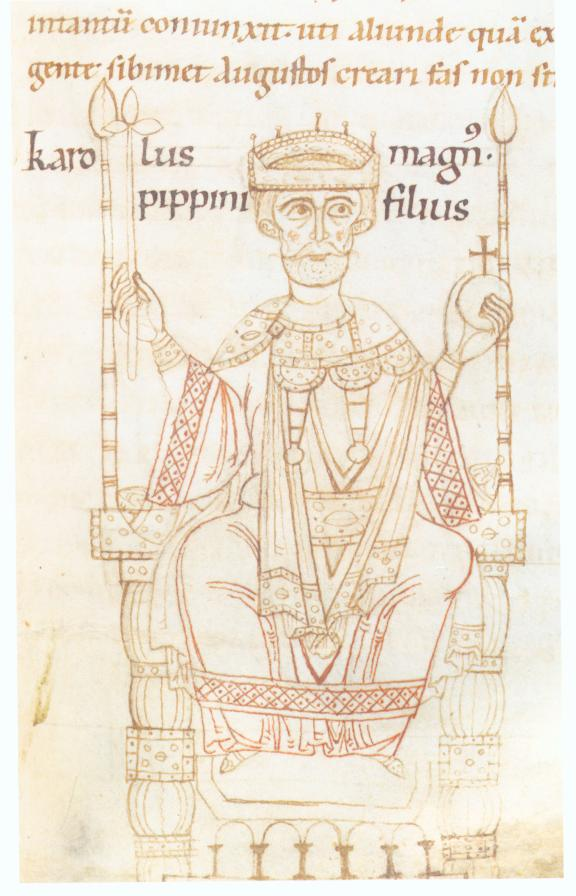
Darstellung Karls des Großen in der Chronik des Ekkehard von Aura um 1112/14, Cambridge, Corpus Christi College, Ms. 373, fol. 24^{r}

Nach nur kurzer Trauerzeit heiratete Karl im Herbst 783 Fastrada, eine Tochter des ostfränkischen Grafen Radulf. Aus dieser Ehe stammten Theodrada und die jung verstorbene Hiltrud. Entgegen den eher negativen Aussagen Einhards wird Fastrada in der Forschung durchaus positiv betrachtet; Karl selbst war ihr offenbar auch eng verbunden. Fastrada erkrankte 794 und verstarb im selben Jahr. Kurz darauf ging Karl womöglich eine fünfte und letzte Ehe mit Liutgard ein, die 800 starb. Es geht allerdings aus den Quellenzeugnissen nicht eindeutig hervor, dass es sich um eine reguläre Ehe handelte. An ihrer Machtstellung am Hof Karls besteht jedoch kein Zweifel.
Neben seinen kirchlich legitimen Verbindungen hatte Karl zahlreiche Nebenfrauen. Namentlich bekannt sind etwa Madelgard, Gerswind, Regina und Adelind. Dies war mit kirchlichen Normen nicht vereinbar und passte nicht zu den Erwartungen an einen christlichen Kaiser, doch war ein solches Verhalten nicht ohne Beispiel. Das Konkubinat spielte bereits in merowingischer Zeit eine nicht unwichtige Rolle. Das zeitgenössische weltliche Recht und teils sogar das Kirchenrecht um 800 bot zudem Freiräume hinsichtlich des Ehelebens. Dennoch stand Karls Verhalten grundsätzlich im Gegensatz zu kirchlichen Erwartungen. Mit den Nebenfrauen zeugte Karl mehrere weitere Kinder (so unter anderem Drogo von Metz und Hugo), die aber keine legitimen Erben waren.
Seinen Töchtern brachte Karl besondere Zuneigung entgegen. In einem 791 verfassten Brief bezeichnete er sie als dulcissimae filiae, seine „allersüßesten Töchter“. Während die Söhne vor allem militärisch-politisch ausgebildet wurden und sich schon in jungen Jahren fern vom Hof aufhielten (in den Quellen gibt es auch Hinweise auf teils homoerotische Beziehungen von Karls gleichnamigem Sohn, Karl dem Jüngeren), erhielten seine Töchter eine recht umfassende Bildung. Karl achtete darauf, dass sich niemand durch Einheirat in die Familie einen politischen Vorteil verschaffen konnte, weshalb er seine Töchter hauptsächlich am Hof behielt. Er ließ ihnen aber in ihrer Lebensführung erheblichen Freiraum; in den Quellen werden teils die Liebschaften der Töchter kritisiert. Bertha beispielsweise unterhielt eine Affäre mit Angilbert und bekam zwei Söhne, darunter den späteren Geschichtsschreiber Nithard. Nach Karls Tod setzte sein stärker an kirchlichen Normen orientierter Nachfolger Ludwig dieser Nachsicht ein Ende.

## Wirkung

### Mittelalter

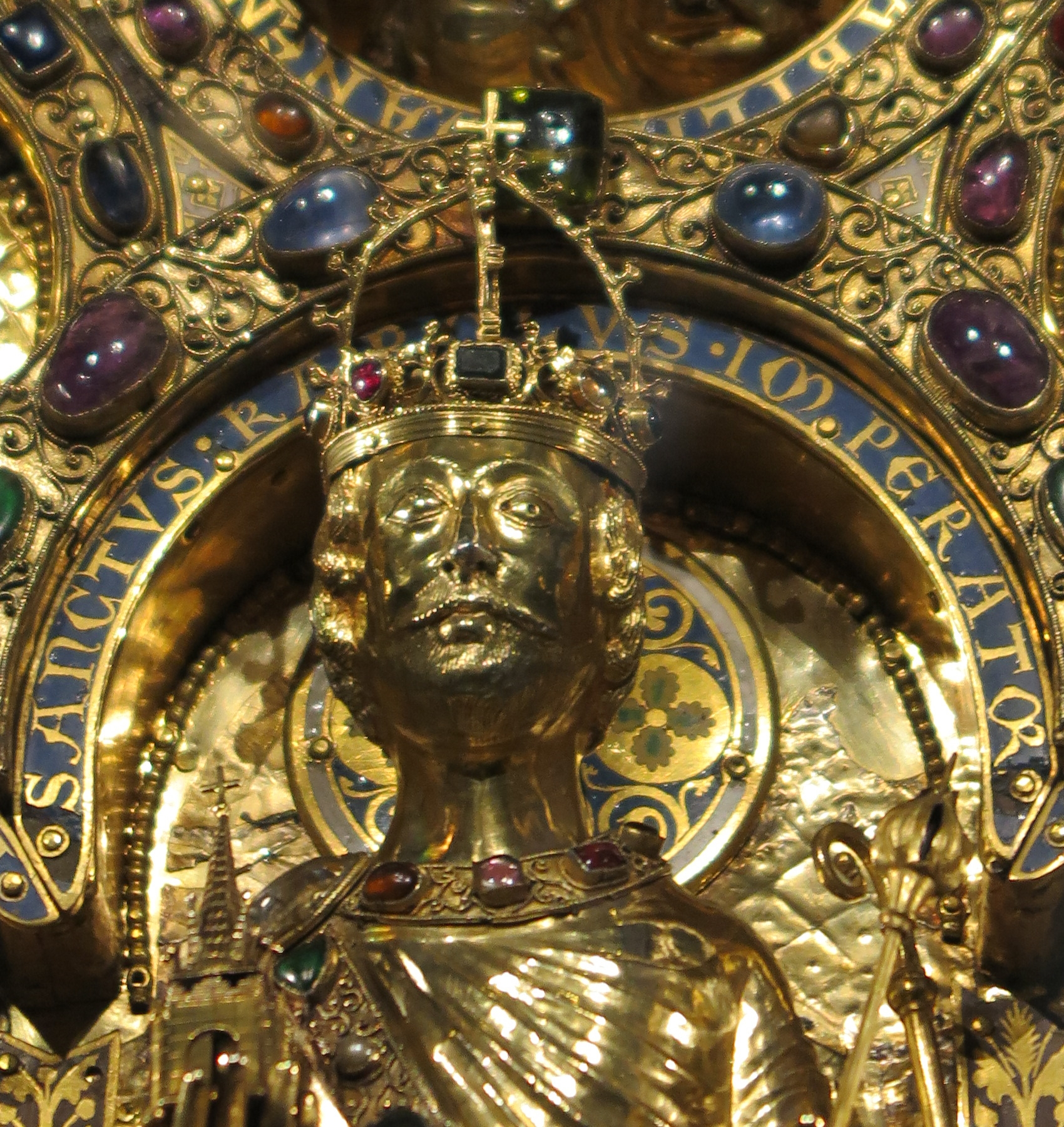
Karl der Große auf der Frontseite des Karlsschreins

Unter den Herrschern des Mittelalters nimmt Karl auch aufgrund der Bedeutung seines Nachlebens eine herausragende Stellung ein, selbst im Vergleich mit Otto dem Großen, Friedrich Barbarossa oder Friedrich II. Die Wirkungsgeschichte Karls über den Verlauf der Jahrhunderte war enorm und ist wohl mit der Rezeption keines anderen mittelalterlichen Herrschers vergleichbar, was auch am entsprechenden Umfang der Forschungsliteratur zur Rezeptionsgeschichte deutlich wird. Karl galt über das gesamte Mittelalter topisch als idealer Kaiser, als kraftvoller Herrscher und Förderer des christlichen Glaubens. Zahlreiche mittelalterliche Adelige erhoben daher den Anspruch, von ihm in irgendeiner Weise abzustammen. Die Krönung der römisch-deutschen Könige und Kaiser war für die nächsten Jahrhunderte auf die Aachener Pfalzkapelle fixiert, weil man glaubte, nur eine dortige Krönung könne volle Legitimität verleihen. Durch Karls Kaiserkrönung auf der Grundlage der translatio imperii war das „römische Kaisertum“ im Westen erneuert worden. An diese Erneuerung knüpfte Otto der Große durch seine Kaiserkrönung im Jahr 962 an. Der Anspruch des römisch-deutschen Königtums auf die Kaiserkrone blieb während des gesamten Mittelalters bestehen, wobei es später wegen der päpstlichen Approbation zu Konflikten mit dem Papsttum kam.

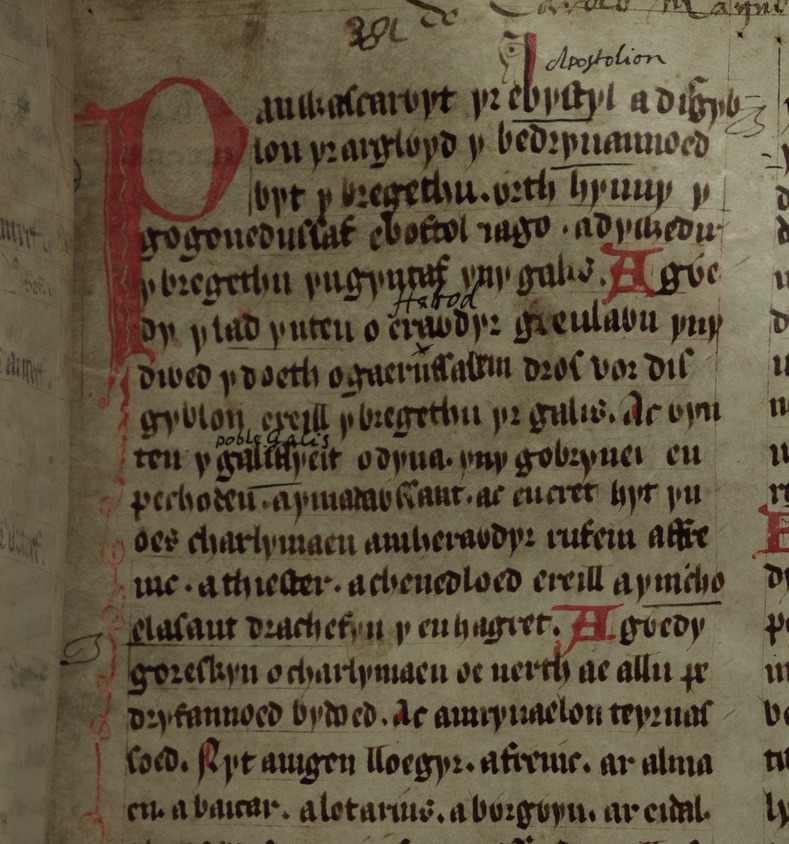
Eine aus einer Kette walisischer Legenden über Karl den Großen: Ystorya de Carolo Magno aus dem Roten Buch von Hergest (Jesus College (Oxford), MS 111), 14. Jahrhundert

Das Karlsbild wurde bald verklärt und verformt, es entstand ein „Karlsmythos“, der vom Mittelalter bis in die Neuzeit wirkte. Diese Entwicklung setzte schon kurz nach dem Tod des Kaisers ein. Hierbei spielte die bewusst gepflegte herrscherliche Erinnerungskultur (memoria) eine wichtige Rolle. Die Karolinger waren sehr darum bemüht, den nachfolgenden Generationen ein bestimmtes Erinnerungsbild ihrer Herrschaft zu vermitteln. Diesem Zweck diente nicht zuletzt die karolingische Geschichtsschreibung, was vor allem in der Schilderung der hofnahen Reichsannalen zum Ausdruck kommt. Es ging geradezu um eine „Kontrolle der Erinnerung“. Im weiteren Verlauf des 9. Jahrhunderts wurde aber in der karolingischen Geschichtsschreibung um das „richtige Karlsbild“ gestritten und es entstanden konkurrierende Deutungen, so bei Einhard, der im Sinne der Hoftradition ein offiziöses Karlsbild tradierte, Thegan, Nithard, dem sogenannten Astronomus und in kleineren Schriften. Dies hing mit den Spannungen am Hof Ludwigs des Frommen und den folgenden innerdynastischen Kämpfen zusammen. In spätkarolingischer Zeit entstand um 886/87 im Ostfrankenreich eine neue Deutung Karls, die Notker in seinen Gesta Karoli („Die Taten Karls“) vortrug, einer Darstellung in zwei von drei ursprünglich geplanten Büchern. Karl wird wie üblich als vorbildlicher Herrscher geschildert. Allerdings weist Notkers anekdotenreiches Werk oft eher Erinnerungssplitter auf; es ging ihm nicht um eine rein historische Darstellung, sondern er wollte den Vorbildcharakter des Herrschers für die eigene Zeit unterstreichen. Der kurz darauf (um 890) schreibende Poeta Saxo unternahm erstmals eine poetische Verarbeitung, wobei er Karl sogar als den „Apostel der Sachsen“ rühmte.
Der Beiname „der Große“ (magnus) für Karl ist allerdings nicht zeitgenössisch (Einhard etwa hat nie von Karolus magnus geschrieben), sondern kam erst relativ spät gegen Ende des 10. Jahrhunderts auf. Dabei handelte es sich ursprünglich um eine Herrschertitulatur in der Tradition antiker Herrscher – Karl wurde in diesem Sinne als magnus rex (großer König) bzw. imperator magnus (großer Kaiser) bezeichnet –, die schließlich in einen persönlichen Beinamen umgewandelt wurde. Dieser Beiname wurde in der Folgezeit gebräuchlich und dann auf die Herrschaftsleistung Karls bezogen, der als Idealherrscher angesehen wurde.

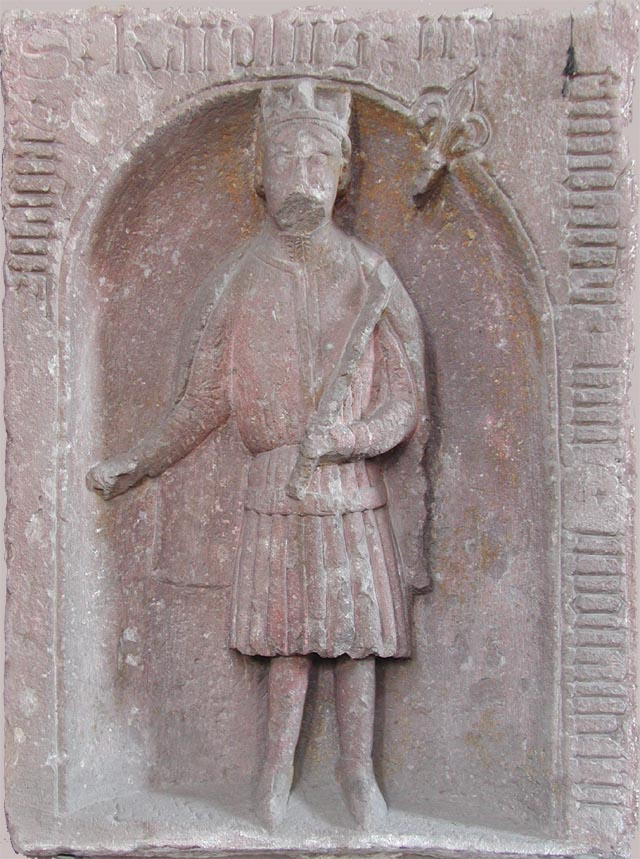
Steinrelief (gewöhnlich um 1400 datiert) mit einem Bildnis Karls des Großen in der ehemaligen Klosterkirche der Benediktiner in Neustadt am Main

Eine geringe Abweichung von der sonstigen Traditionspflege zeigte sich im Karlsbild der Zeit der Liudolfinger (Ottonen). Zwar war Karl auch dort ein bewundertes Vorbild, aber es ist doch eine gewisse Distanz feststellbar. Dies ist wohl darauf zurückzuführen, dass die sächsischen Herrscher zwar die Integration ihrer Heimat in das Frankenreich zu schätzen wussten, aber ihren sächsischen Ursprung nicht vergaßen. Im Umkreis Mathildes, der Mutter Ottos des Großen, wurde nicht zufällig die mündlich überlieferte Erzählung verbreitet, dass Widukind, von dem Mathilde abstammte, als eifriger Missionar tätig gewesen sei. Otto III. hingegen zeigte wieder größeres Interesse an Karl und besuchte im Mai des Jahres 1000 dessen Grab. Die dabei erfolgte Graböffnung wurde von Knut Görich als Vorbereitung der Kanonisation Karls des Großen gedeutet.
In der Salierzeit stellte Kaiser Heinrich III. über seine Mutter eine Verbindung zum Karolinger her. Die nachfolgenden Staufer beanspruchten keine Abstammung von Karl, doch Friedrich Barbarossas Wirken wurde durchaus mit dem Karls verglichen. 1165 erfolgte die Heiligsprechung Karls des Großen und die Erhebung seiner Gebeine in Aachen. Dabei ging die Initiative aber wohl nicht (wie in der älteren Forschung oft angenommen) vom Kaiserhof, sondern von den Aachener Stiftsklerikern aus. Papst Alexander III. akzeptierte die aus seiner Sicht politisch unerwünschte Heiligsprechung nicht, doch hat die Kurie danach nie Einspruch dagegen erhoben. Dass Karl nun ein heiliger Vorgänger Friedrich Barbarossas war, brachte dem Kaisertum einen Ansehensgewinn, zumal seit der Zeit Friedrichs der Begriff des sacrum Imperium („geheiligtes Reich“) in der kaiserlichen Kanzlei Verwendung fand (erstmals 1157). Dennoch verehrte man Karl damals nicht als kaiserlichen Schutzheiligen des Heiligen Römischen Reiches, wie das Reich seit 1254 auch bezeichnet wurde. Der Karlskult blieb zunächst nur von lokaler Bedeutung, erst im 14. Jahrhundert änderte sich dies.
Im Zuge der Kanonisation wurden die Gebeine des Herrschers am 27. Juli 1215 in der Aachener Marienkirche, der einstigen Pfalzkapelle, unter Mitwirkung Friedrichs II. feierlich in den eigens hierfür angefertigten Karlsschrein überführt, in dem sie großenteils bis heute ruhen; ob es sich bei dem Schrein jedoch auch um eine Stiftung Barbarossas handelt, wie für den im Kontext der Karlsverehrung stehenden Barbarossaleuchter nachgewiesen, ist nach wie vor ungewiss.

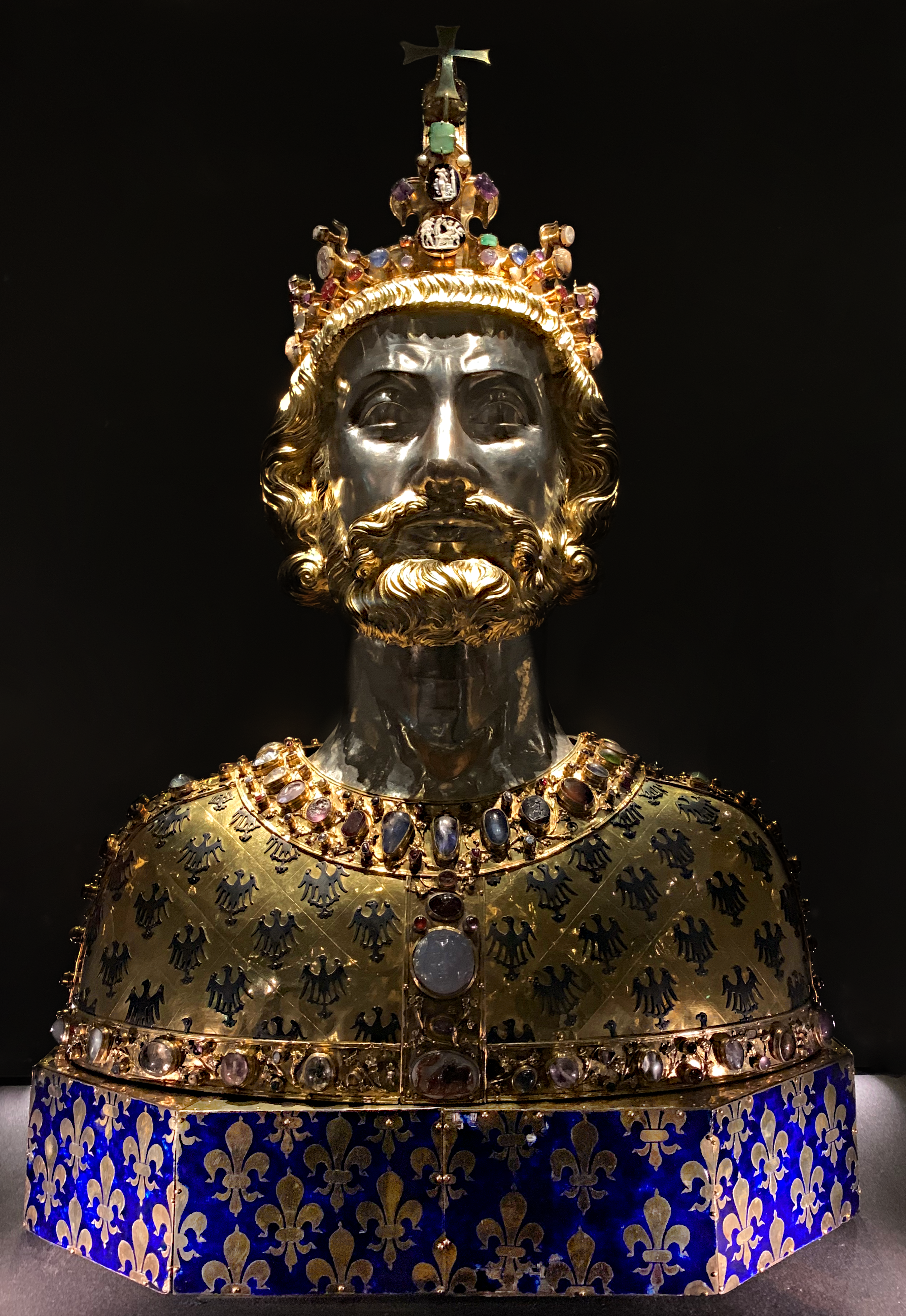
Die Karlsbüste (nach 1349, Aachener Domschatzkammer) enthält der Überlieferung zufolge die Schädeldecke des Herrschers.

Im Spätmittelalter wurde Karl weiterhin als Idealherrscher betrachtet, doch eine kaiserliche Förderung des Karlskults setzte erst mit Kaiser Karl IV. ein. Dieser legte eine besondere Verehrung seines berühmten Namensvetters an den Tag. Dies hing wohl nicht zuletzt damit zusammen, dass der Karlskult auch im Königreich Frankreich erblühte, wo die Könige den Karolinger auch nach dem Aussterben seiner dortigen männlichen Nachkommenschaft als ihren Vorfahren vereinnahmten. So wurde der Karlskult in Frankreich und Spanien während des Mittelalters durchaus rezipiert. In Italien war dies später etwa in der Zeit des Renaissance-Humanismus der Fall. Alexander von Roes in der zweiten Hälfte des 13. Jahrhunderts betrachtete Karl als Deutschen, der auch über die Franzosen geherrscht habe, doch war dieser Deutung keine Nachhaltigkeit beschieden.
Karl IV. trieb die Karlsverehrung im gesamten deutschen Reichsteil voran und ließ dies auch bewusst visuell inszenieren. Auf seine Anordnung entstanden neue Bildnisse des Karolingers, der unter anderem als „neuer David“ sowie als „König und Prophet“ bezeichnet wurde. Im weiteren Verlauf des Spätmittelalters wurde Karl der Große wiederholt ikonographisch dargestellt; in verschiedenen Reichsstädten geschah dies in unterschiedlichen Bildtypen und Ausdrücken. Der jeweils zeitgenössische Darstellungsstil produzierte entsprechende Imaginationen über Karl und sein Aussehen. Diese waren zwar nur Phantasieprodukte, doch sind sie wichtige Zeugnisse der Rezeptionsgeschichte. Sie drückten die jeweils aktuellen politischen Sehnsüchte, Legitimationsbedürfnisse und Machtansprüche aus.
Um das Leben und Wirken Karls des Großen entstanden zahlreiche, oft nur lokale Sagen, unter anderem der Karlszyklus mit dem Rolandslied. Als lateinisches Pendant zum altfranzösischen Rolandslied wurde zwischen 1130 und 1140 die Historia Karoli Magni et Rotholandi geschrieben, deren unbekannter Autor heute als Pseudo-Turpin bezeichnet wird, da der Text den Erzbischof Turpin von Reims aus dem 8. Jahrhundert als seinen Verfasser nennt. Neben dem Rolandstoff enthält das Werk des Pseudo-Turpin die Legende, dass Karl nach Santiago de Compostela zum Grab des Apostels Jakobus gezogen sei und es von den Sarazenen befreit habe. Weiter entstand im Hochmittelalter die Legende, dass Karl der Große ins Heilige Land gezogen sei, die Heiden aus Jerusalem vertrieben habe und dafür wertvolle Reliquien erhalten habe, darunter die Dornenkrone Christi. Auch hier wirkte das legendarisch ausgeschmückte Karlsbild nach, in dem Karls Zeit zu einem goldenen Zeitalter idealisiert und er selbst zu einem nachahmenswerten Vorbild stilisiert wurde, so etwa hinsichtlich der Kreuzzüge im Hochmittelalter. Der historische Karl war zwar niemals im Orient, hat aber tatsächlich für seine diplomatischen Bemühungen um das Wohlergehen der Christen im Heiligen Land einige Reliquien aus dem heiligen Grab erhalten.
Ähnlich wie die Eigennamen Caesar und Augustus zu Herrschertiteln wurden, fand der Name Karls des Großen Eingang in viele slawischen Sprachen als Bezeichnung für König (korol im Russischen, król im Polnischen, král im Tschechischen, im Serbischen, Kroatischen und Slowenischen kralj). Dies ist ebenfalls Ausdruck der Wirkungsgeschichte und des Bildes von Karl als Idealherrscher.

### Neuzeit

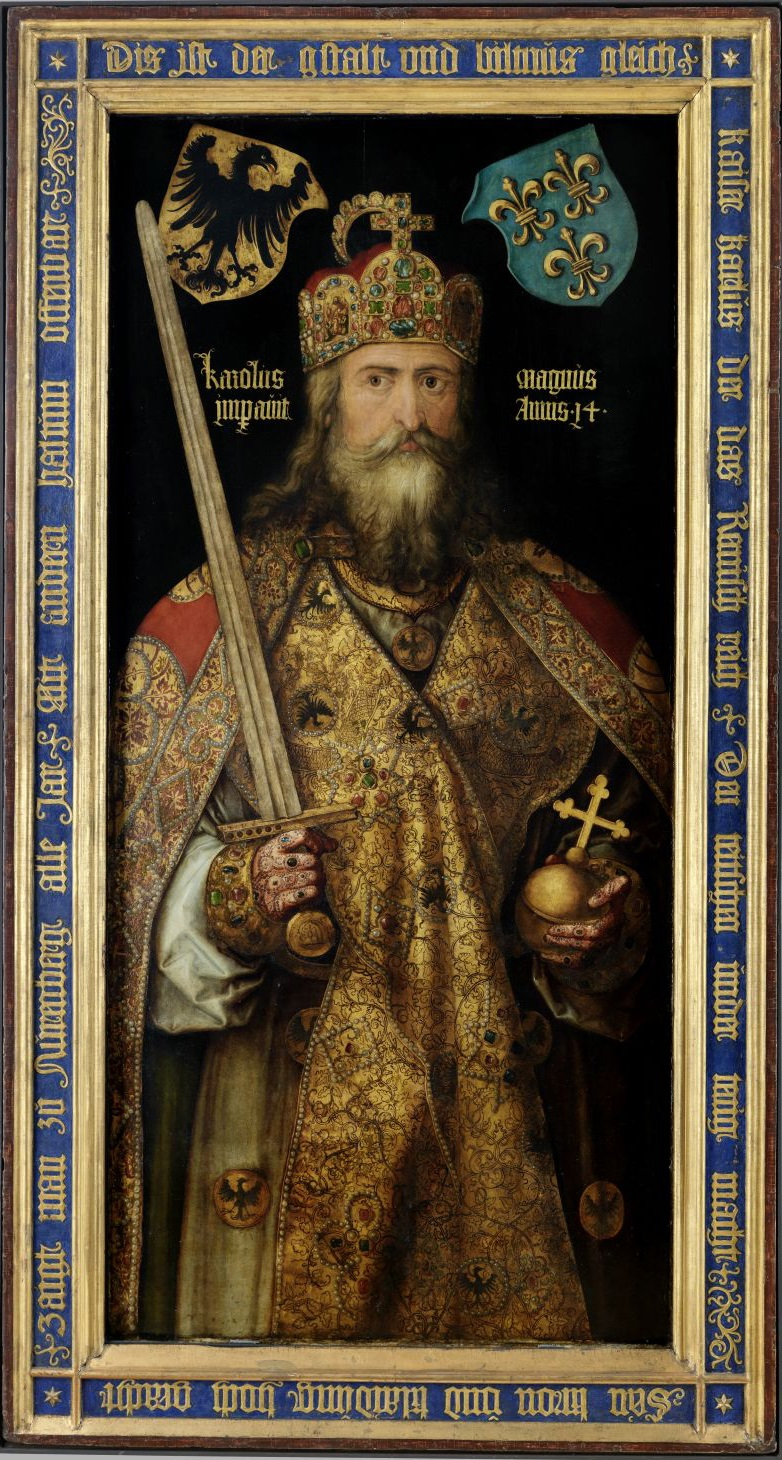
Idealbild Karls des Großen mit erst lange nach seinem Tod hergestellten Teilen der Reichskleinodien, gemalt 1513 von Albrecht Dürer im Auftrag seiner Vaterstadt Nürnberg

Am Beginn der Frühen Neuzeit griff Kaiser Karl V. die Erinnerung an Karl den Großen wieder auf. Karl der Große als Begründer des neuen westlichen Kaisertums, das noch weit über das Mittelalter hinaus bis 1806 bestehen blieb, war für den Habsburger Karl V. Vorbild für sein eigenes Handeln als Universalherrscher in einem gewaltigen europäischen und überseeischen Reich. Allerdings griff Karl V. nur bestimmte Aspekte des Wirkens seines berühmten Vorgängers auf. Die Karlsverehrung spielte aber in der Zeit der Reformation und Gegenreformation keine größere Rolle, wenngleich Karl allgemein weiterhin überwiegend positiv betrachtet wurde. Kaiserliche Münzen nahmen über viele Jahrhunderte auf Karl Bezug, um die eigene Legitimität zu betonen.
Eine weitere politische Rezeption Karls des Großen fand 1804 durch Napoleon Bonaparte statt, als er den Titel „Kaiser der Franzosen“ annahm, um sein Prestige weiter zu erhöhen und seine Herrschaft dynastisch zu legitimieren. Zur Verherrlichung dieses Kaisertums griffen Napoleon und sein kulturpolitischer Berater Dominique-Vivant Denon auch auf die Figur Karls des Großen zurück und propagierten Karl als „Ahnherr Napoleons“.
In der nichtpolitischen Rezeption wurden verschiedene Facetten Karls aufgriffen und gewürdigt. Dies gilt etwa für den Bereich der Gesetzgebung. Typisch für die Darstellung Karls des Großen in der frühneuzeitlichen Historienmalerei ist Albrecht Dürers Bildtafel, die sich heute im Germanischen Nationalmuseum befindet. Im frühen 19. Jahrhundert entstanden die Fresken Alfred Rethels im Rathaussaal zu Aachen, die nach Rethels Erkrankung von seinem Schüler Joseph Kehren in abweichender Stilisierung vollendet wurden. Auch im Frankfurter Römer (Philipp Veit) und in der Münchner Residenz (Julius Schnorr von Carolsfeld) entstanden Kaisersäle mit Bildnissen Karls.
Die idealisierende Vorbildfunktion Karls wurde im 19. Jahrhundert wiederbelebt. Im Zeitalter des Historismus im 19. und frühen 20. Jahrhundert wurde auch der Karlsmythos in der Literatur wieder verstärkt gepflegt. Dabei betrachtete man die Person Karls des Großen vor allem aus nationaler Perspektive: Die nationalen Gegensätze führten dazu, dass Karl in Deutschland als deutscher Herrscher, in Frankreich als Franzose wahrgenommen wurde. Das Karlsbild wurde in dieser Zeit im Rahmen der europäischen Konflikte auch politisch instrumentalisiert. Die 1792 von den einmarschierenden Franzosen nach Paris verschleppte Aachener Karlsstatue konnte erst 1804 zurückgeholt werden. Andererseits verschonten die deutschen Besatzer sein Reiterstandbild, anders als zahlreiche Pariser Metallskulpturen, im Zweiten Weltkrieg von der Zerstörung.
Im öffentlichen Bewusstsein der Gegenwart spielt Karl nur zeitweise eine größere Rolle, so etwa anlässlich der Jubiläumsjahre 1999/2000 und 2014 mit umfassenden Ausstellungen, neuen Publikationen und Rundfunk- sowie TV-Beiträgen. In verschiedenen Konzepten einer europäischen Identität, insbesondere in Vorstellungen von einem „christlichen Abendland“, wird bis heute eine identitätspolitisch geprägte Erinnerungskultur um seine Person gepflegt. Der Internationale Karlspreis zu Aachen stellt das Gedenken an ihn in den Kontext der heutigen Europapolitik.
Die Betrachtung Karls als „Vater Europas“ in Teilen der Öffentlichkeit ist allerdings aus Historikersicht durchaus problematisch, denn der enorme Kontrast zwischen der frühmittelalterlichen und der modernen Welt wird bei derartigen fachfremden Betrachtungen leicht übersehen. Das Karolingerreich stellt keine frühe Europäische Union dar und ist mit dieser multikulturellen und stark erweiterten Union nicht vergleichbar. Karls Herrschaftssystem eignet sich daher kaum als Modell für die stark gewandelte und sich immer schneller globalisierende Welt von heute, wenngleich einzelne wegweisende Leistungen des Kaisers unbestritten sind. Nur einzelne Facetten seiner Regierungszeit kommen als Anknüpfungspunkte in Betracht. Dazu gehört unter anderem der interkulturelle Dialog mit der politischen Umwelt bis hin nach Byzanz und in das Kalifat, Bildung und der geschaffene Rechts- und Ordnungsrahmen.

## Forschungsgeschichte
Als Ausgangspunkt der Forschung dient die umfassende Darstellung der politischen Geschichte im Rahmen der Jahrbücher der Deutschen Geschichte, in der alle damals verfügbaren Quellen systematisch gesichtet und verarbeitet wurden. Der österreichische Historiker Engelbert Mühlbacher, ein Kenner der karolingischen Quellen, legte 1896 noch eine allgemeine Gesamtdarstellung vor. Mühlbacher hat auch die entsprechenden karolingischen Regesten bearbeitet. Im Verlauf des 20. Jahrhunderts folgten eine Vielzahl wissenschaftlicher (oft nur Spezialthemen betreffender) und populärwissenschaftlicher Darstellungen.
Die politische Vereinnahmung, die Deformation und der Missbrauch des Geschichtsbilds im 19. und frühen 20. Jahrhundert war nicht zuletzt ein Resultat der politischen Auseinandersetzungen zwischen Deutschland, das erst seit 1871 zu einem Nationalstaat geworden war, und Frankreich. Besonders stark ausgeprägt war der politische Missbrauch der Person Karls in der Zeit des Nationalsozialismus in Deutschland, als im Rahmen der Rassenlehre der NS-Diktatur Karl einerseits als Germane geschätzt, andererseits aber wegen des sogenannten „Blutgerichts von Verden“, der Tötung von angeblich 4500 Sachsen, als „Sachsenschlächter“ bezeichnet wurde, wogegen seine sächsischen Gegenspieler zu Freiheitskämpfern gegen römische und christliche Kultur überhöht wurden. Derartige Widersprüchlichkeiten ergaben sich aus dem offiziellen und diffusen Geschichtsbild der NS-Propaganda, an dessen Gestaltung sich manche Historiker beteiligten, während andere um ein differenziertes und historisch treffenderes Bild bemüht waren.
In den 1930er Jahren betrachteten mehrere namhafte deutsche Forscher Karl aus nationaler deutscher Perspektive und als germanisch-deutschen Herrscher, obwohl sie sich zugleich in der NS-Zeit gegen eine ideologiebasierte Forschung stemmten. Zu ihnen zählten unter anderem Hermann Aubin, Friedrich Baethgen, Carl Erdmann, Karl Hampe, Martin Lintzel und Wolfgang Windelband. Karl Hampe beispielsweise protestierte im Rahmen des 1935 publizierten Sammelbands Karl der Große oder Charlemagne? gegen die Charakterisierung Karls als „Sachsenschlächter“, wobei er aber gleichzeitig eine deutschnationale Perspektive vertrat; bereits in der Zwischenkriegszeit war eine nationalkonservative Haltung unter den deutschen Historikern die Regel.
Nach dem Ende des Zweiten Weltkriegs fand in der Forschung jedoch ein Umdenken statt. Es setzte sich eine nüchternere Betrachtung des Karolingers durch, er wurde schlicht als Franke und nicht wie im 19. und frühen 20. Jahrhundert üblich ahistorisch als Deutscher oder Franzose betrachtet. In diesem Zusammenhang erfuhr das Geschichtsbild in der Forschung einen starken Wandel. Das langsam beginnende Zusammenwirken mehrerer europäischer Staaten im Rahmen der europäischen Integration und das nun grundlegend andere, kooperative deutsch-französische Verhältnis förderte in der Nachkriegszeit die Suche nach gemeinsamen „europäischen Wurzeln“.
Die „Europäisierung“ Karls, die Betrachtung seiner Herrschaft aus europäischer Perspektive, setzte in der Geschichtswissenschaft in den 1960er Jahren ein. Dies führte zu einer deutlichen Entschärfung der früher nationalistisch geprägten harten Debatte. Aus dem „Germanen Karl“ wurde ein früher Europäer. Karl Ferdinand Werner erklärte 1995 in einem Beitrag, der den programmatischen Titel Karl der Große oder Charlemagne – Von der Aktualität einer überholten Fragestellung trug, dass es nicht mehr um die Frage nach Karl dem Großen oder Charlemagne gehe – Bezeichnungen, die bereits mit einem Mythos aufgeladen seien. Für Karl sei Europa bereits Realität gewesen; das moderne Europa habe ebenfalls eine Aufgabe und solle sich auf seine vielgestaltige Kultur besinnen.
In neuerer Zeit äußern Historiker allerdings Skepsis gegenüber der Vereinnahmung Karls für das zusammenwachsende Europa. Dabei wird zwar manchmal betont, dass Aspekte seines Wirkens auch für die Gegenwart von Bedeutung seien, doch zum Teil wird Karl in der jüngeren Forschung noch nüchterner gesehen: Während seine Leistungen und das kulturelle Erbe des Karolingerreichs gewürdigt werden, wird seine Eignung als europäische Identifikationsfigur kritisch beurteilt. Wenngleich Alessandro Barbero an dem Bild eines „Vaters Europas“ festhielt und dies auch im Titel seiner Biographie Karls zum Ausdruck brachte, äußerten sich mehrere andere Forscher skeptischer. Jean Favier verzichtete in seiner Darstellung aus dem Jahr 1999 sogar ganz auf den Begriff Europa, Jacques Le Goff und Michael Borgolte drückten sich diesbezüglich sehr zurückhaltend aus. Borgolte relativierte in seiner 2006 erschienenen interkulturellen Darstellung den mit Karl verbundenen Europagedanken: Eine Europaidee habe es im Mittelalter nicht gegeben und Pater Europae sei nichts weiter als eine Bezeichnung, die Karls Herrschaft über mehrere Völker zum Ausdruck bringen sollte.
Im Bereich der Handbücher und Überblicksdarstellungen hat in neuerer Zeit vor allem Rudolf Schieffer in mehreren Beiträgen die Regierungsleistung Karls nüchtern gewürdigt. Auch der französische Historiker Pierre Riché würdigte die Herrschaft Karls, der den Kernteil des lateinischen Europas vereinte und für spätere Zeiten oft bewundertes Vorbild war. Karl Ferdinand Werner zog in seinem Werk über die „Ursprünge Frankreichs“ eine sehr positive Bilanz der Regierungszeit Karls, den Werner als genialen Strategen und herausragenden Organisator sowie als eine starke Persönlichkeit betrachtete. Andere Überblicksdarstellungen der Karolingerzeit behandeln Karls Tätigkeit meist relativ knapp. In der Synthese von Jörg Busch wird die Forschung sehr gestrafft referiert. Wesentlich ausführlicher ist die weitgespannte Überblicksdarstellung Der Weg in die Geschichte von Johannes Fried (1994), die auch die Karolingerzeit behandelt. Karls Leistung im politischen und kulturellen Bereich wird unterstrichen, aber auch auf die Überforderung der Kräfte des Großreichs hingewiesen. Die daneben umfassendste Darstellung ist der zweite Band der New Cambridge Medieval History, der nicht nur die politische Geschichte, sondern auch Kultur, Religion, Herrschaft und Wirtschaft in europäischer Perspektive behandelt. Das in den 1960er Jahren von Wolfgang Braunfels herausgegebene mehrbändige „Karlswerk“ ist weiterhin eine wichtige Sammlung von Beiträgen. Er wird nun ergänzt durch einen 2014 erschienenen Katalog und Essayband, in dem sich aktuelle Beiträge zur neueren Forschung finden.
Wichtige Einzelaspekte zu Karl hat Rosamond McKitterick in mehreren Publikationen untersucht, wenngleich ihre Schlussfolgerungen nicht immer unumstritten sind. Ihre 2008 gleichzeitig im englischen Original und in deutscher Übersetzung erschienene Darstellung ist allerdings eher eine Sammlung von Beiträgen und weniger eine biographische Darstellung. Seit der Jahrtausendwende sind eine Vielzahl von Biographien erschienen. Umfassende Darstellungen – allerdings ohne Anmerkungen – liegen von Jean Favier und Dieter Hägermann vor. Hägermanns quellennahe Darstellung konzentriert sich vor allem auf die politische Geschichte.
Der 1200. Todestag Karls am 28. Januar 2014 gab Anlass zu einer Vielzahl an Ausstellungen, Tagungen und Veröffentlichungen. Mit den Werken von Wilfried Hartmann, Stefan Weinfurter und Johannes Fried liegen in deutscher Sprache drei aktuelle, gut belegte und von Kennern der Materie verfasste biographische Darstellungen mit unterschiedlichen Akzentuierungen vor. Hartmanns Darstellung ist etwas systematischer und knapper ausgefallen und bietet eine Zusammenfassung der bisherigen Forschung. Er hebt die Leistungen Karls im Bereich der Verwaltung, Bildung und Kirchenpolitik hervor, die ebenso wie die Erneuerung des Kaisertums sehr lange nachwirkten. Weinfurter stellt Karl positiv dar und würdigt seine Suche nach der (im Denken der Zeitgenossen von Gott ausgehenden) Wahrheit und Eindeutigkeit, wozu die Bildungsreform einen wichtigen Beitrag leisten sollte. Johannes Frieds umfassende und auch stilistisch gelungene Biographie holt weit aus und beleuchtet das politische und kulturelle Umfeld. In dieses wird das Leben Karls eingebettet, wobei Fried das Spannungsfeld von Karl als gläubigem Christen und teils mit großer Gewalt vorgehendem Herrscher betont.
In der französischen und italienischen Forschung in der Zeit des Jubiläumsjahrs 2014 spielte Karl als Person keine entscheidende Rolle, wohingegen deutsche und US-amerikanische sowie einzelne englische Forscher zentrale Beiträge zu ihm veröffentlicht haben. 2019 erschien eine von Janet L. Nelson auf wissenschaftlicher Grundlage verfasste englische Biographie des Kaisers.

## Quellenlage

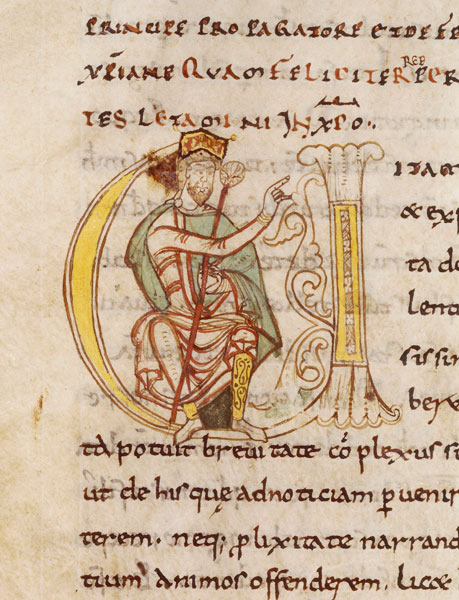
Historisierte Initiale V zu Einhard, Vita Karoli aus der Handschrift Paris, Nationalbibliothek, Latin 5927, fol. 280v, aus der Abtei Saint-Martial de Limoges